# Lionel Groulx
Pour les articles homonymes, voir Lionel Groulx (homonymie).
Lionel Groulx, né le 13 janvier 1878 à Vaudreuil (aujourd'hui Vaudreuil-Dorion) et mort dans la même ville le 23 mai 1967, est un prêtre, professeur, historien, intellectuel et écrivain québécois.
Pionnier de l'enseignement et de la recherche historique au Québec, il a été professeur d'histoire de 1915 à 1950 à l'Université de Montréal. Premier titulaire d'une chaire d'histoire du Canada, il est aussi le fondateur de l'Institut d'histoire de l'Amérique française en 1946. Partisan d'une action ancrée dans la religion catholique et la culture de langue française, il est également le cofondateur de l'Association catholique de la jeunesse canadienne-française en 1905.
Penseur nationaliste, sa vision de l'histoire du Canada (partant de la Conquête et de ses effets vus comme catastrophiques pour les Québécois) a permis d'articuler un désir de reconquête de liberté passant par la construction d'un État national pour les Canadiens français (avec la prise en charge des leviers de commande politiques et économiques par une élite francophone). Sa conception de la nation canadienne-française et du rôle de l'État a eu une influence profonde sur les débats politiques, économiques, sociaux et culturels au Québec des années 1910 à 1960.
Ses contributions à l'enseignement, à la discipline historique, à la vie politique et économique, ainsi qu'à l'organisation de la société québécoise en fonction de ses intérêts nationaux propres, font de Lionel Groulx l'un des précurseurs de la Révolution tranquille et l'un des intellectuels les plus influents de la première moitié du XXe siècle au Québec.

## Biographie

### Famille et son enfance
Lionel Groulx vient au monde le 13 janvier 1878 à Vaudreuil, en Montérégie, au Québec. Il est le quatrième enfant de Léon Groulx (1837-1878), un agriculteur originaire de l'île Bizard, et de Philomène Pilon (1849-1943) une femme originaire de l'île Cadieux,. Baptisé le jour de sa naissance à l'église Saint-Michel de Vaudreuil (où ses parents s'étaient mariés en 1872), son parrain et sa marraine sont son oncle Adolphe Pilon et sa tante Louise Pilon.

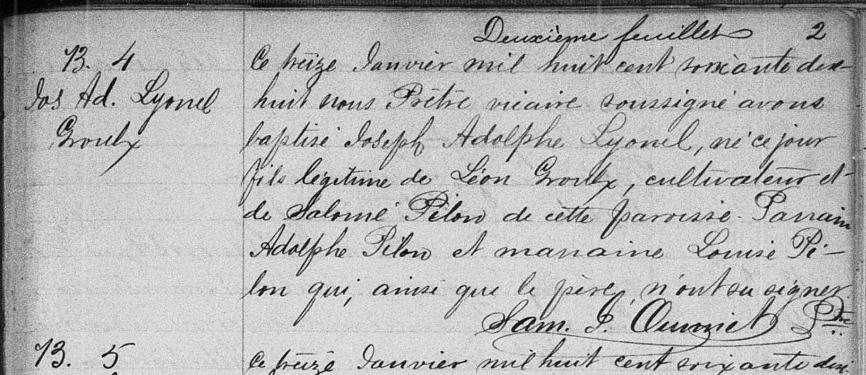
Acte de naissance et de baptême de Lionel Groulx le 13 janvier 1878, paroisse Saint-Michel à Vaudreuil (Québec).

Lionel Groulx grandit « dans le rang des Chenaux, [sur] la deuxième terre à la sortie du village de Vaudreuil ». Son enfance est marquée par de nombreuses épreuves. À l'hiver 1878, une épidémie de variole frappe la région de Vaudreuil. Le 20 février, à peine six semaines après sa naissance, son père meurt, emporté par l'épidémie. Sa mère se retrouve alors seule à la tête de la famille et de leur ferme.
En 1879, Philomène Groulx épouse en secondes noces Guillaume Émond, un natif de Vaudreuil âgé de 25 ans, ancien compagnon de travail de Léon Groulx. Le couple aura seize enfants. Bien que ceux du premier mariage conserveront le nom de leur père, Guillaume Émond s'attachera à eux et les élèvera comme les siens.
En mai 1882, la famille est frappée par une autre épidémie – de diphtérie, cette fois. La maladie emporte la vie de trois enfants, faisant passer Lionel dans les aînés des Groulx-Émond. Bien qu'il réussisse à survivre à ces épidémies en bas âge, le prêtre-historien restera toute sa vie affligé par une santé fragile.

### Études
Lionel Groulx grandit dans un milieu rural et de conditions modestes. Son enfance est fortement marquée par le rythme de la vie agricole. Malgré la place occupée par l'élevage des bêtes et les travaux aux champs, les parents Groulx-Émond valorisent aussi l'instruction. Encouragé par sa mère, le futur chanoine fait ses études primaires au collège Saint-Michel de Vaudreuil de 1884 à 1891. C'est durant cette période qu'il est exposé pour la première fois à la politique. Marqué par l'affaire Riel et par la réélection d'Honoré Mercier en 1890, le garçon s'éveille lentement à la question nationale des Canadiens français.
Lionel Groulx évolue également dans un milieu très pieux. Dans sa famille, la foi catholique occupe une place importante, notamment pour sa mère, dont la pratique de la religion lui a permis de traverser les épreuves de la perte de son mari et de plusieurs enfants. La ferveur du jeune Lionel incite donc ses parents à faire les sacrifices nécessaires pour lui permettre de poursuivre ses études. À l'automne 1891, il entre au Séminaire de Sainte-Thérèse.
Comme beaucoup de garçons issus de classes modestes et de milieux ruraux ou semi-ruraux ayant passé par le collège classique, Lionel Groulx s'adapte difficilement à sa nouvelle vie de séminariste. Vécue comme une sorte d'« émigration solitaire », cette vie de pensionnaire loin de ses parents lui pèse lourdement. Soumis à un horaire exigeant et à une discipline sévère, laissant peu de temps libre et d'espace personnel, Groulx éprouve un vif mal du pays. Pour alléger ce mal, il trouve refuge dans les livres.

#### L'écriture et la soif d'absolu

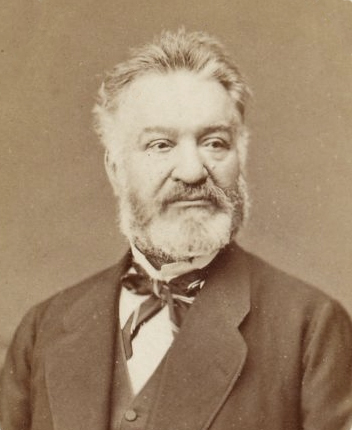
Pendant ses études, Lionel Groulx sera influencé par le journaliste ultramontain Louis Veuillot.

Durant ces premières années de séminaire, Lionel Groulx apprécie particulièrement les auteurs classiques de la littérature française, tels que Racine, Corneille, Fénelon, ainsi que des auteurs plus modernes, tels qu'Alphonse Daudet et Jules Verne. Il prend goût également pour les lectures nourrissant sa ferveur religieuse. En 1894, il découvre avec enthousiasme des auteurs catholiques de son siècle tels que le journaliste Louis Veuillot, le philosophe Joseph de Maistre et l'homme politique Charles de Montalembert. La découverte de ces auteurs est déterminante dans son parcours, car elle fait naître en lui une nouvelle ambition : celle de devenir écrivain.
Tout en consacrant une grande partie de son temps à la lecture et à l'écriture, Lionel Groulx s'intéresse aussi à la musique, aux sports (tout particulièrement au baseball), aux excursions et aux débats oratoires. À travers ces activités, les prêtres-professeurs du séminaire de Sainte-Thérèse utilisent la compétition, l'émulation, les honneurs et les distinctions pour encourager les élèves à se surpasser. Dans ce contexte, Lionel Groulx se distingue avantageusement. Il remporte ainsi le premier prix de classe, le premier rang aux épreuves du baccalauréat, ainsi que d'autres prix en littérature, en instruction religieuse et en musique.

#### La vocation
En 1896, Lionel Groulx fait la rencontre de l'abbé Sylvio Corbeil, un enseignant qui jouera un rôle important dans son cheminement. Prenant le jeune homme sous son aile, l'abbé Corbeil devient son mentor. Il l'encourage à poursuivre son ambition de devenir prêtre et l'initie à la philosophie et à l'histoire. Tout en développant sa culture, Groulx reste également très attiré par les débats d'idées et par le désir de servir sa patrie. Cette attirance le fait bientôt pencher du côté du journalisme.
Son indécision le fera longtemps hésiter entre le journalisme et la prêtrise. Il discute de ce choix de vocation avec son mentor. Ses questions nombreuses, amenant tantôt des réponses, tantôt d'autres questions plus complexes, le conduisent éventuellement à trouver sa voie : celle du prêtre-éducateur. Voyant ce rôle comme une manière plus utile de se dévouer au service de l'Église et de la foi, Groulx y trouve aussi une manière de servir ses compatriotes en contribuant à la formation d'une élite canadienne-française – à la fois patriotique et chrétienne, rayonnant dans toutes les sphères, pour le bienfait de la collectivité.
Au printemps 1899, Lionel Groulx termine ses études classiques à Sainte-Thérèse et obtient son baccalauréat. À l'automne, il fait son entrée au Grand Séminaire de Montréal et commence ses études de théologie.
Ce changement d'environnement lui est difficile. Alors que les professeurs du séminaire de Sainte-Thérèse faisaient preuve d'un nationalisme affirmé et décomplexé, ceux du Grand Séminaire de Montréal (tenu par les Sulpiciens) affichaient une grande méfiance à l'égard du nationalisme canadien-français. Cette distance se ressent également dans la grande rigueur qu'ils mettent dans la pratique de la religion. Ces différences de tempérament et d'esprit refroidissent les ardeurs du futur prêtre-historien. Afin d'être retiré de cet environnement, Lionel Groulx écrit à son supérieur, l'évêque de Valleyfield, Mgr Joseph-Médard Émard, et lui demande de poursuivre ses études en enseignant à Valleyfield. Après seulement quatre mois d'étude chez les Sulpiciens, le jeune séminariste quitte Montréal.

### Prêtre et professeur de collège

#### De la foi, de la culture et de la nation
De retour à Valleyfield, Lionel Groulx commence à enseigner tout en poursuivant ses études théologiques. En mars 1900, il entre au nouveau collège de Valleyfield (ouvert 4 ans plus tôt) et remplace le professeur de Méthode. Inspiré par son mentor l'abbé Corbeil, Lionel Groulx s'investit à fond dans son rôle d'enseignant. L'automne suivant, il est nommé professeur titulaire de Syntaxe latine. À l'automne 1901, Groulx reçoit une nouvelle promotion et devient assistant-professeur de Rhétorique. Parmi ses premiers élèves se trouvent Jules Fournier, futur journaliste, et Maxime Raymond, futur député du Bloc populaire,.
Désireux de cultiver une volonté de dépassement chez les jeunes collégiens, il cherche à créer une forme d'« action catholique », c'est-à-dire une sorte d'apostolat laïc ou clérical pour la défense de la foi, de la culture et de la nation. Ses actions le rendent populaire auprès de la jeunesse. Très attaché à ses élèves, Lionel Groulx entretient des rapports fraternels avec eux. Toutefois, ses actions finissent aussi par lui attirer des ennuis. Ses supérieurs jugent que les orientations données à la jeunesse par le jeune professeur outrepassent son autorité, empiétant sur celle de la direction et de l'épiscopat. Le supérieur de Groulx au collège de Valleyfield, Mgr Émard, le réprimande sévèrement en lui bloquant l'accès aux ordres devant le mener à la prêtrise.
Lionel Groulx se voit alors forcé de retourner au Grand séminaire de Montréal pour terminer ses études. Finalement, il est ordonné prêtre à Valleyfield, le 28 juin 1903.

#### Un drapeau pour les Canadiens français

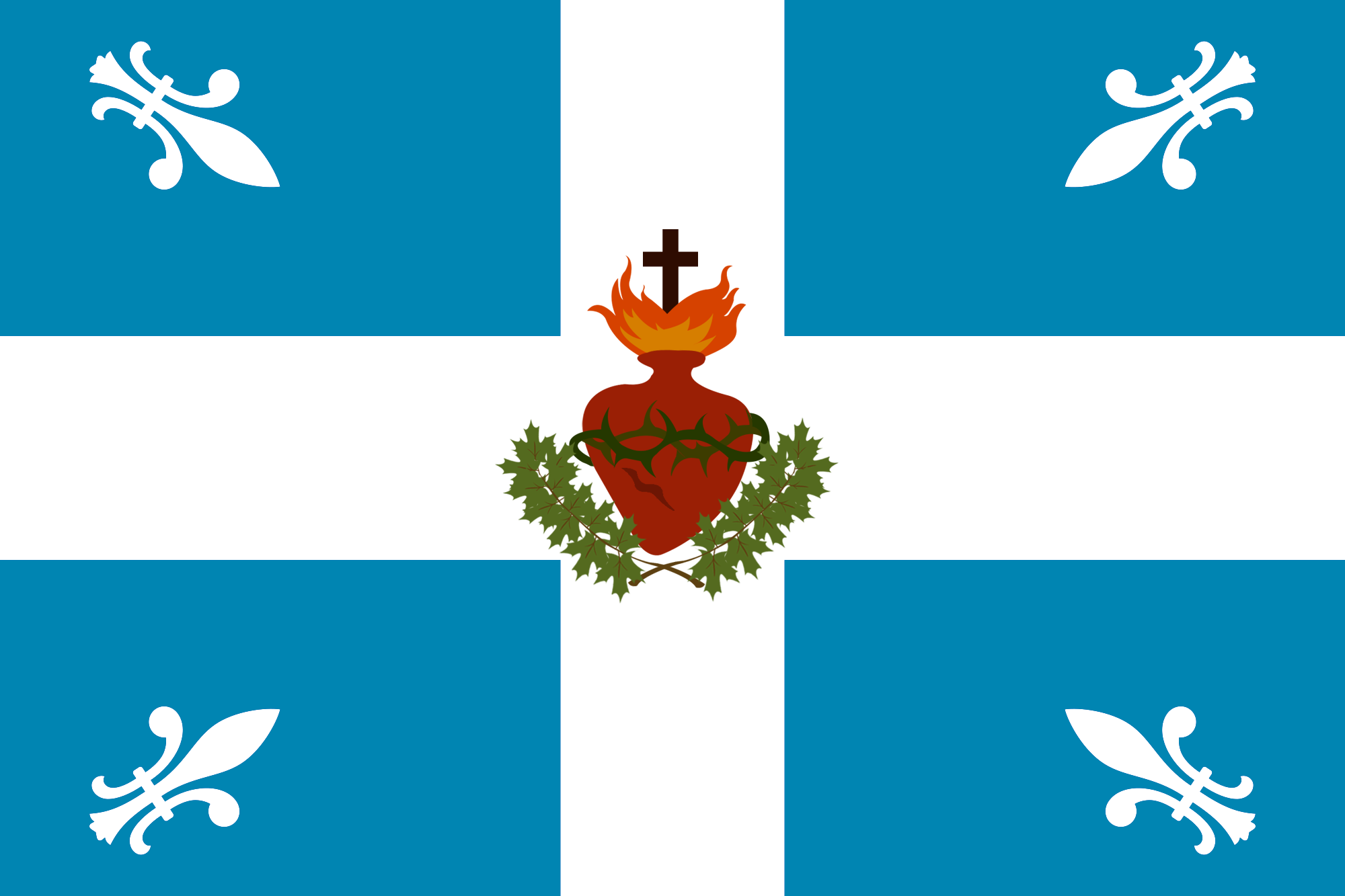
Lionel Groulx sera l'un des principaux promoteurs d'un drapeau distinctif pour les Canadiens français, en particulier le Carillon Sacré-Cœur.

Devenu prêtre, Groulx jouit d'une plus grande liberté d'action. Inspiré par Jules-Paul Tardivel et ses écrits dans le journal La Vérité, il apprend l'existence du projet d'un groupe de collégiens et de professeurs du séminaire de Saint-Hyacinthe, dirigés par l'abbé Émile Chartier. Ceux-ci veulent organiser un congrès pour les jeunes catholiques canadiens-français. Les deux prêtres décident alors de s'unir dans leurs efforts pour développer une forme d'apostolat mariant « le progrès de la religion catholique » à « l'édification d'une nation française distincte et indépendante en Amérique du Nord ». Ce mouvement s'organise pour la première fois autour du désir de doter les Canadiens français d'un drapeau distinctif : le drapeau fleurdelisé de Carillon, décoré d'un Sacré-Cœur en son centre,.

#### Fondation de l'Association catholique de la jeunesse canadienne-française (ACJC)
Le mouvement de Valleyfield et de Saint-Hyacinthe prend de l'ampleur. Des cercles similaires font leur apparition à Sainte-Thérèse, à Rigaud, ainsi qu'au collège Sainte-Marie de Montréal, dirigé par les jésuites. Récoltant des appuis de partout, le mouvement s'inscrit dans le sillon de la Ligue nationaliste d'Olivar Asselin, Omer Héroux et Armand Lavergne, fondée en 1903. Rejetant le régime d'alternance entre libéraux et conservateurs diluant les intérêts nationaux des Canadiens français, Groulx et Chartier décident d'organiser un congrès de fondation de leur mouvement. Le 25 juin 1904, l'Association catholique de la jeunesse canadienne-française (ACJC) est créée,.
Les structures et les statuts de l'ACJC s'inspirent en grande partie de l'Association catholique de la jeunesse française (ACJF), elle-même inspirée de l'école catholique française de 1830. Par cette association, Lionel Groulx commence à se faire un nom dans les milieux nationalistes.

### Études supérieures en Europe

#### Séjour en Italie

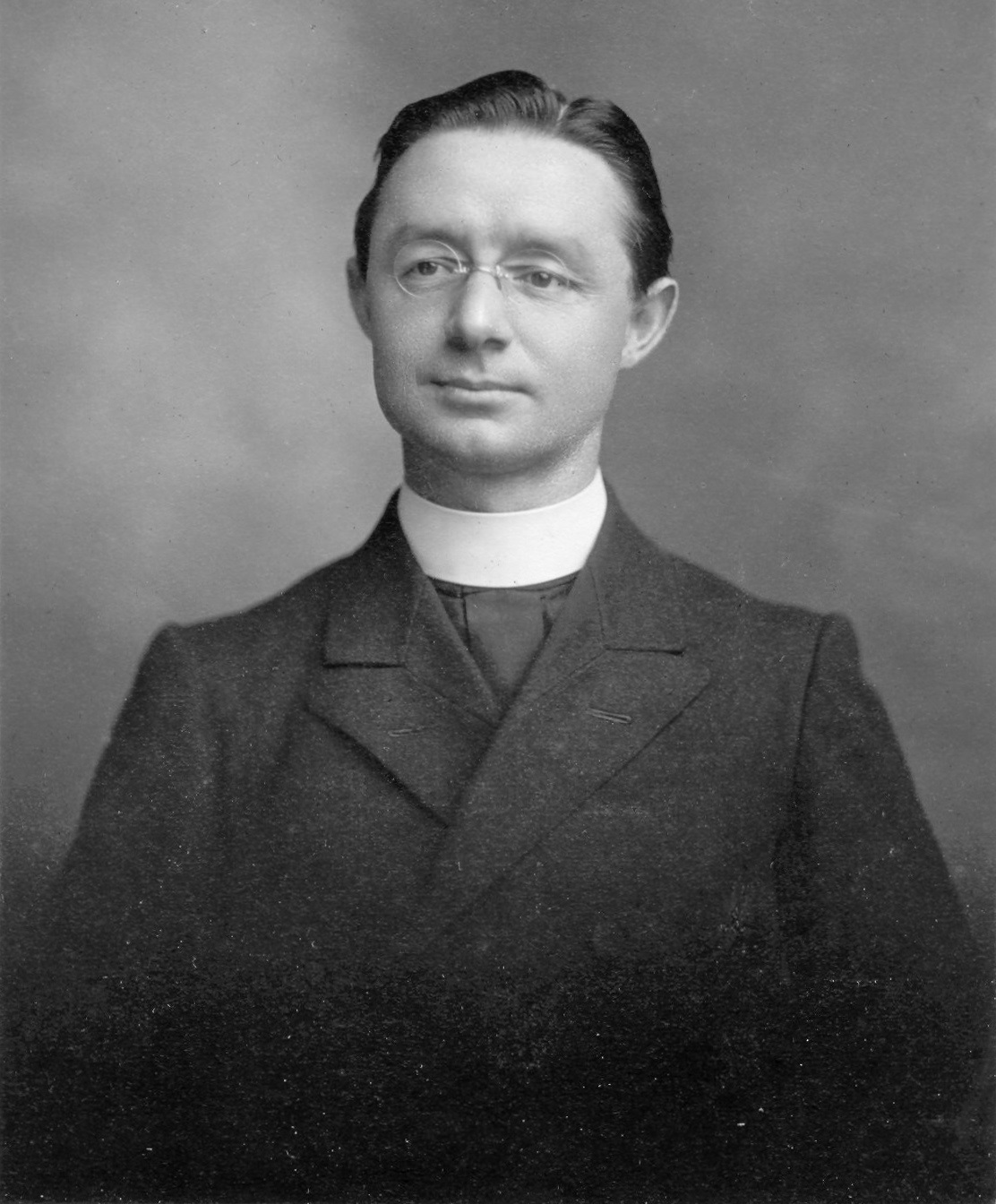
Lionel Groulx en 1905.

Ambitieux dans l'action intellectuelle et dans le désir de voir fleurir au Québec un nationalisme plus revendicateur, Groulx n'en est pas moins désireux d'approfondir ses études. C'est dans ce cadre qu'il choisit de poursuivre (comme plusieurs membres du clergé à cette époque) un doctorat en philosophie et un autre en théologie à Rome. Bénéficiant du soutien financier de son mentor Sylvio Corbeil, Groulx quitte Valleyfield et s'installe dans la capitale italienne, à l’Université des Dominicains, en octobre 1906.
Ce séjour en Italie sera déterminant. Au début du XXe siècle, l'Europe est traversée par une série d'affrontements entre catholiques et partisans de la laïcité. Alors qu'en France le combisme a mené à l'expulsion des communautés religieuses hors de son territoire, l'Italie se trouve aussi aux prises avec une importante crise politique et sociale. Le maire de Rome lui-même, Ernesto Nathan, républicain dans la tradition de Mazzini et allié aux socialistes, se présente comme un franc-maçon et tient ouvertement des propos offensants pour les catholiques. Ces affrontements, d'abord verbaux, conduisent à des manifestations dans les rues et, dans plusieurs cas, à des scènes de violence. Au printemps 1907, alors que Lionel Groulx et ses collègues du collège canadien assistent à une messe du carême, un groupe de manifestants anticatholiques font irruption dans leur église. Les manifestants s'en prennent à tous ceux qui portent une soutane. Craignant pour leur sécurité, l'intervention de la police permet finalement à Groulx et à ses collègues de s'échapper de l'endroit sans blessures.

#### Séjour en Suisse

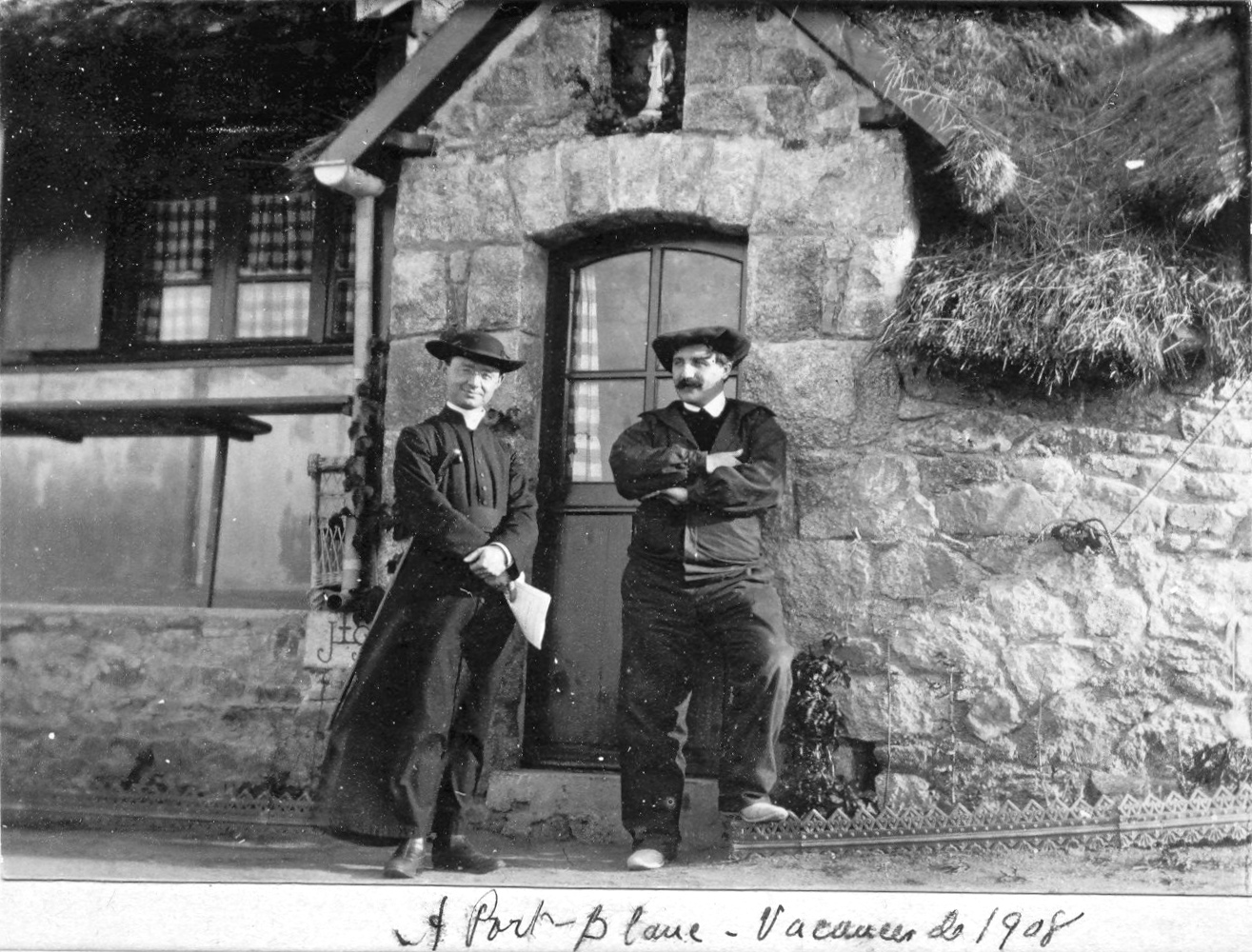
Lionel Groulx, avec Théodore Botrel, en vacances en Bretagne en 1908.

Lionel Groulx obtient son doctorat en philosophie en juin 1907. Il décroche un deuxième doctorat, en théologie cette fois, en juin 1908. L'automne suivant, il entame un troisième doctorat, en lettres françaises, à l'université de Fribourg en Suisse. Son projet de thèse porte sur le parler canadien-français. Cependant, Groulx se consacre surtout à sa formation et assiste à de nombreux séminaires. C'est dans ce cadre qu'il apprend les rudiments de la méthode historique pour l'analyse des documents, sans se douter des bénéfices qu'il en tirera plus tard.
Au début de l'hiver 1909, Groulx doit être hospitalisé d'urgence. Il l'avait déjà été au début de son séjour en Italie pour un problème aux yeux. Cette fois-ci, il doit se faire opérer pour une appendicite. Ce problème réglé, subitement, son état s'aggrave. Sa jambe droite se paralyse et on lui diagnostique une phlébite. La maladie le force à rester cloué au lit pendant plusieurs mois. Les économies qu'il avait réservées à ses études sont ainsi sacrifiées pour payer ses soins médicaux. Rétabli à la fin du mois de mai, Groulx se voit obligé d'abandonner son projet de thèse à Fribourg. Il revient finalement au Québec en juillet 1909.

### Retour à l'enseignement et à l'action

#### Premières interventions
Lionel Groulx reprend l'enseignement au Collège de Valleyfield à l'automne 1909. Il y enseigne le français, le latin et l'histoire du Canada. Il retrouve un rôle actif dans la vie du collège, notamment en veillant à enrichir les bibliothèques. Il y ajoute des classiques de la littérature, des biographies ainsi que divers livres inspirants pour la foi des étudiants.

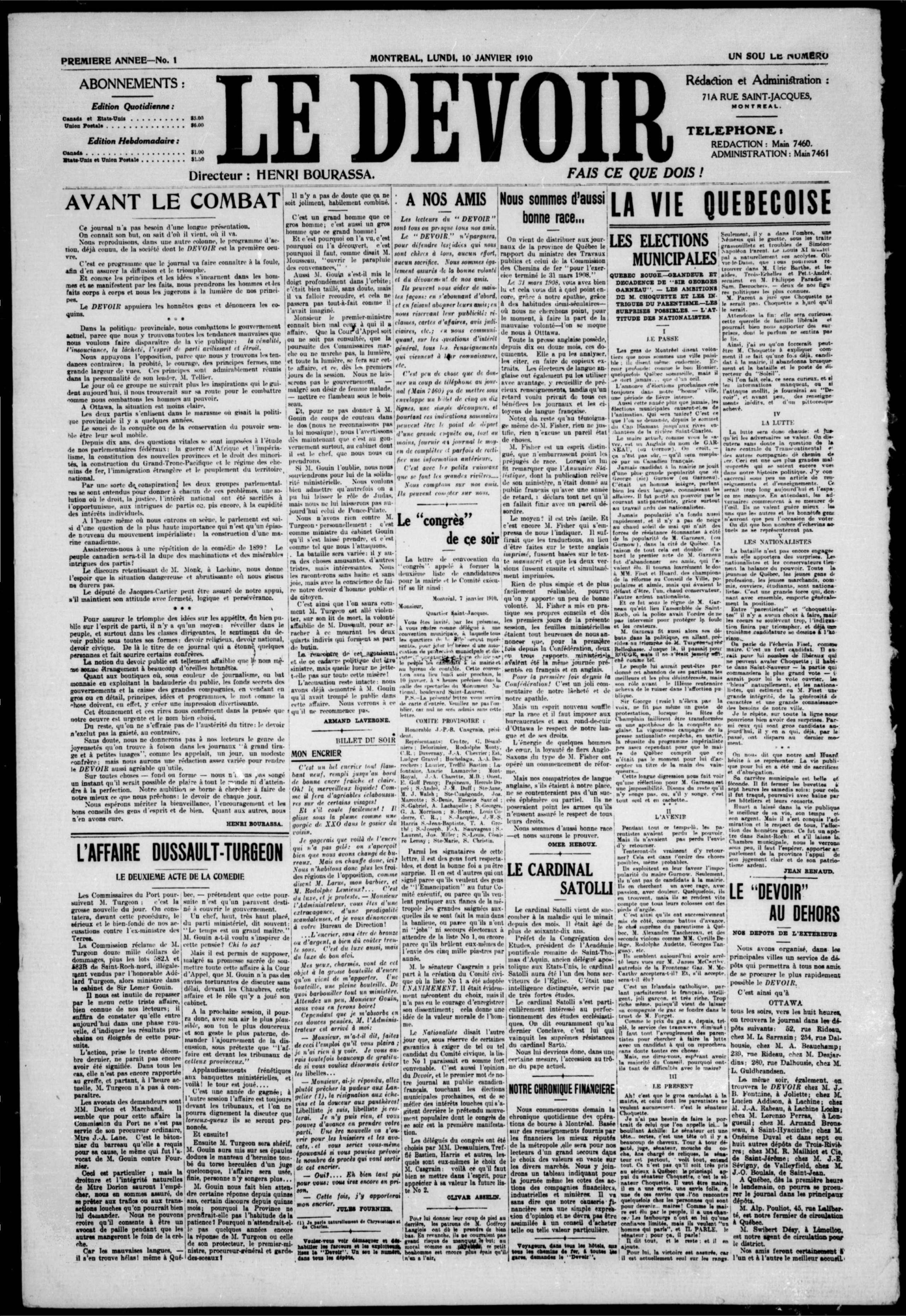
Dès sa fondation, Le Devoir publie des textes de Lionel Groulx.

À cette époque, le Québec est en pleine effervescence nationaliste. Les élections de 1908 ont vu l'arrivée d'Henri Bourassa et d'Armand Lavergne au Parlement de Québec. Groulx profite de ce contexte pour prononcer des sermons à différentes occasions, ainsi que des conférences pour l'ACJC. Il publie également des articles dans plusieurs journaux (Le Semeur de l'ACJC, le Bulletin du parler français de la Société du parler français, la Revue de la jeunesse de Paris et Le Devoir, un nouveau quotidien fondé par Henri Bourassa au début de 1910).
En mai 1910, l'ACJC organise une manifestation sur la place d'Armes à Montréal pour réclamer un monument dédié à Dollard des Ormeaux. Groulx commence alors à s'impliquer dans le mouvement pour commémorer le héros de la Nouvelle-France, en organisant une fête de Dollard au collège de Valleyfield,. En juin 1910, Lionel Groulx participe au congrès eucharistique de Montréal, premier événement du genre organisé en Amérique. Il est témoin du discours de Notre-Dame de Montréal prononcé par Henri Bourassa. Celui-ci réplique à Mgr Bourne, l'archevêque de Westminster (à Londres), qui avait prononcé une conférence en faveur de l'usage de l'anglais pour le développement du catholicisme en Amérique du Nord.
Auréolé d'un certain prestige grâce à ses études doctorales, Lionel Groulx est invité par l'archidiocèse de Montréal pour prononcer un sermon lors de la fête de l'Université Laval de Montréal à l'automne 1910, puis de nouveau lors du carême de 1911, à la cathédrale de Montréal. Il s'implique aussi dans la Société du parler français en fondant un cercle de cette dernière à Valleyfield. Ce geste lui méritera une invitation au premier Congrès de la langue française à Québec, en janvier 1912.

#### Premier livre:Une croisade d'adolescents
À l'été 1912, Lionel Groulx prépare la publication de son premier livre : Une croisade d'adolescents. Commencé à Fribourg, cet essai raconte la naissance de l'ACJC, des débuts difficiles de l'action catholique à Valleyfield jusqu'au réseautage avec des groupes similaires à Saint-Hyacinthe et à Montréal. Il raconte les épreuves auxquelles l'auteur a dû faire face pour créer son mouvement et souhaite transmettre à la jeunesse le même enthousiasme, afin de voir apparaître d'autres mouvements d'action catholique au Québec. C'est dans cet ouvrage également qu'il aborde pour la première fois la question d'un « État français indépendant au Canada », un « rêve longtemps caressé par nos pères […] déporté au pays des chimères ». Entretenant son idéal dans « l'attente des desseins providentiels », Groulx propose alors de remettre en question l'ordre canadien.
Une croisade d'adolescents est aussitôt remarqué par le critique littéraire (très en vue à l'époque) Camille Roy, professeur à l'Université Laval et cofondateur de la Société du parler français. Celui-ci offre un accueil chaleureux à l'essai de Groulx, déclarant ne pas avoir vu « de livre plus sain, […] plus réconfortant, qui ait été écrit chez nous sur l'éducation des jeunes gens ». Cette première publication permet à Groulx de faire son entrée dans le milieu des lettres québécoises.

#### L'enseignement de l'histoire nationale comme lutte politique

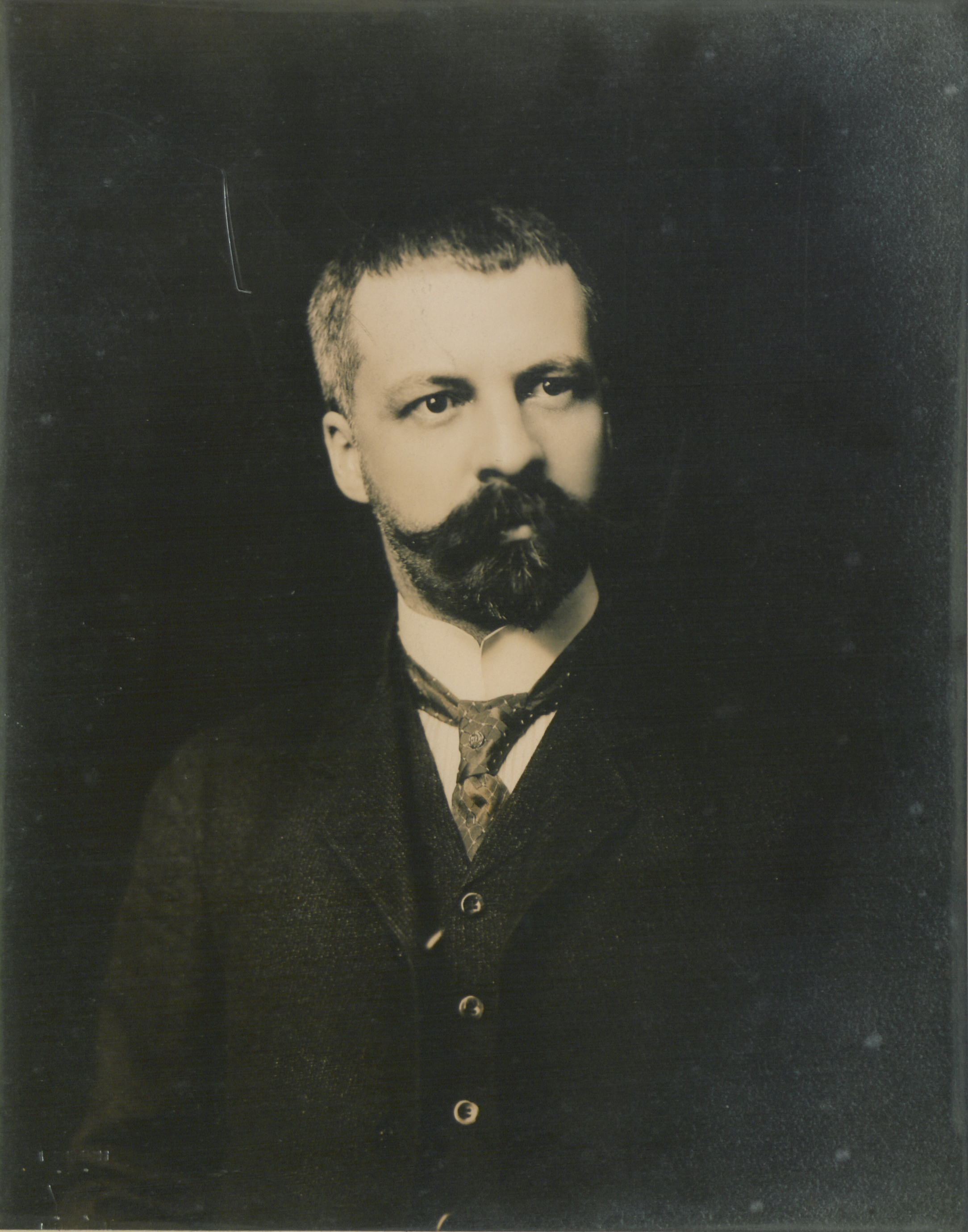
Henri Bourassa.

De tout temps, Lionel Groulx a été préoccupé par la qualité de l'enseignement dans les écoles, et en particulier par l'enseignement de sa discipline, l'histoire. Malgré l'effervescence nationaliste du début du 20e siècle, à cette époque, la discipline historique était fort négligée par le cursus scolaire. Même pour les privilégiés pouvant poursuivre leurs études dans les collèges classiques, les enseignants ne possédaient aucun manuel dans cette matière, et l'histoire de leur pays leur était enseignée de manière à présenter la Conquête comme un événement « providentiel ». Selon une idée largement répandue (héritée d'une vision du 19e siècle), la Conquête de 1759-1760 aurait été bénéfique pour les Canadiens français car elle les aurait protégés contre la Révolution française (remettant en question la place de la religion dans la société) et leur aurait permis de préserver leurs traditions ancestrales et leurs coutumes françaises (vus comme des facteurs de cohésion et de survivance nationales) grâce aux institutions britanniques.
Cette préoccupation pour l'enseignement de l'histoire finit par trouver écho dans l'actualité de l'époque. En 1913, le lord grand chancelier de Grande-Bretagne (lord Haldane) prononce un discours sur « l'importance de connaître et de comprendre l'histoire et l'esprit d'une nation pour interpréter le droit de façon évolutive, selon l'esprit, et non seulement la lettre du droit ». Ce discours, largement relayé dans les associations de barreau au Canada et aux États-Unis, est repris par Henri Bourassa pour décrier l'état déplorable de l'enseignement de l'histoire du Canada au collège et à l'université. Dans son article, publié le 3 septembre 1913, Bourassa souligne que l'ignorance en cette matière nuit à la capacité des élus canadiens-français à défendre les intérêts de leur peuple,.
Interpellé par les propos du directeur du Devoir, Lionel Groulx lui répond par une longue lettre relatant son expérience d'enseignant et les changements qu'il cherche à mettre en place dans son milieu. Le prêtre-historien lui explique comment il a pu, malgré un climat hostile, malgré l'incompréhension et la jalousie de certains collègues, et malgré la fermeture de ses supérieurs, produire au fil des années un manuscrit de manuel d'histoire de plus de 900 pages. Ce travail faisant une large part aux luttes constitutionnelles « de Bédard, de Papineau, de La Fontaine, de Cartier », réalisé seul, sans assistant, ni fonds de recherche, ni soutien institutionnel, attire aussitôt l'attention. Publiée dans Le Devoir, la lettre de Lionel Groulx est accueillie avec beaucoup d'enthousiasme. Tandis que plusieurs élus l'encouragent à publier son manuel dès que possible, Henri Bourassa publie un éditorial réclamant la création d'une chaire d'histoire du Canada à l'université.

#### Polémique autour du Règlement 17
À la suite de ces encouragements, Lionel Groulx se met à la tâche de produire un véritable manuel d'histoire du Canada. Pour ce faire, en décembre 1913, il obtient un congé de ses supérieurs lui permettant de se rendre à Ottawa pour effectuer ses recherches dans les archives. Ce séjour fait réaliser à Lionel Groulx l'ampleur de sa tâche. Il découvre « à quel point il manque d'études historiques au Canada français, où la recherche universitaire est nulle » et à quel point le personnel des Archives nationales et de la bibliothèque du Parlement d'Ottawa méprise les archives liées à l'histoire des Canadiens français, en plus de ne pas posséder les compétences (la plupart devant leurs postes au patronage) ni les documents nécessaires (le forçant à s'approvisionner dans les librairies de livres anciens). Au fil de ses recherches, il réalise aussi comment le travail d'historien est « ardu, lent et minutieux » et que ce travail le confronte à une « prudence qui [le] restreint […] dans ses démonstrations » et à un « doute qui peut exister sur les causalités et l'interprétation des faits ».
À la même époque, Lionel Groulx est aussi témoin de la polémique déclenchée par le Règlement 17. Adopté par le gouvernement de l'Ontario, ce règlement oblige les écoles catholiques francophones (bilingues jusque-là) à devenir des écoles unilingues anglaises après la deuxième année du primaire. Cette décision le motive à prononcer des conférences, tout en poursuivant ses recherches, pour appuyer la cause des Franco-Ontariens. Revenu au collège de Valleyfield, en mai 1914, il publie dans Le Devoir un appel à la mobilisation à la défense des Franco-Ontariens. Il propose que des groupes se forment dans tous les établissements scolaires du Québec, le jour de la Fête du Sacré-Cœur, le 19 juin. Son article est repris dans les journaux du Québec (libéraux et conservateurs), et du reste du Canada français. Le 19 juin 1914, des manifestations sont tenues partout au Québec,.
À la suite de ces interventions, alors que se profile la Première Guerre mondiale, un autre genre de guerre éclate à Valleyfield entre Lionel Groulx et son supérieur, Mgr Émard. Leurs relations extrêmement tendues finissent par avoir raison du prêtre-historien. Poussé vers la porte de sortie, à l'été 1915, Groulx choisit de quitter Valleyfield et de s'installer à Montréal.

### Premier professeur d'histoire du Canada à l'Université de Montréal

#### Professeur à l'Université de Montréal et aux HEC de Montréal

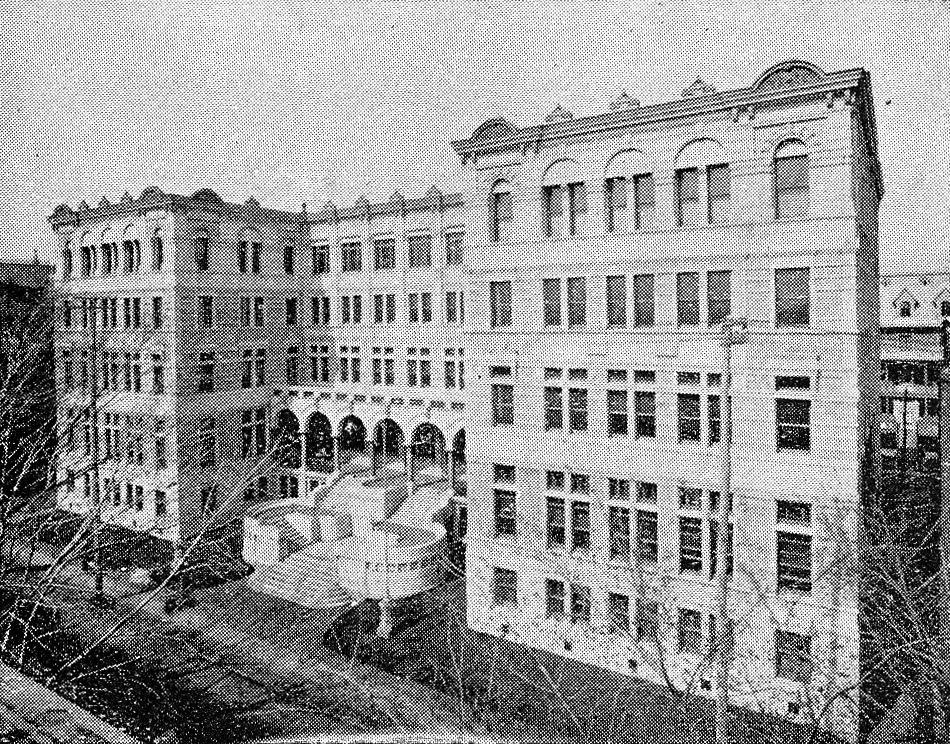
Lionel Groulx commence à enseigner à l'Université Laval de Montréal à l'automne 1915 (située à l'époque sur la rue Saint-Denis, dans le Quartier latin).

Les premières années à Montréal sont des années d'intense activité. À l'automne 1915, l'Université Laval de Montréal (aujourd'hui l'Université de Montréal) invite Lionel Groulx à remplacer un conférencier français mobilisé pour la guerre. Mgr Bruchési, dont l'université relève, lui propose alors d'offrir une série de conférences sur l'histoire du Canada. Lionel Groulx devient ainsi le premier professeur d'histoire du Canada à l’Université Laval de Montréal. 

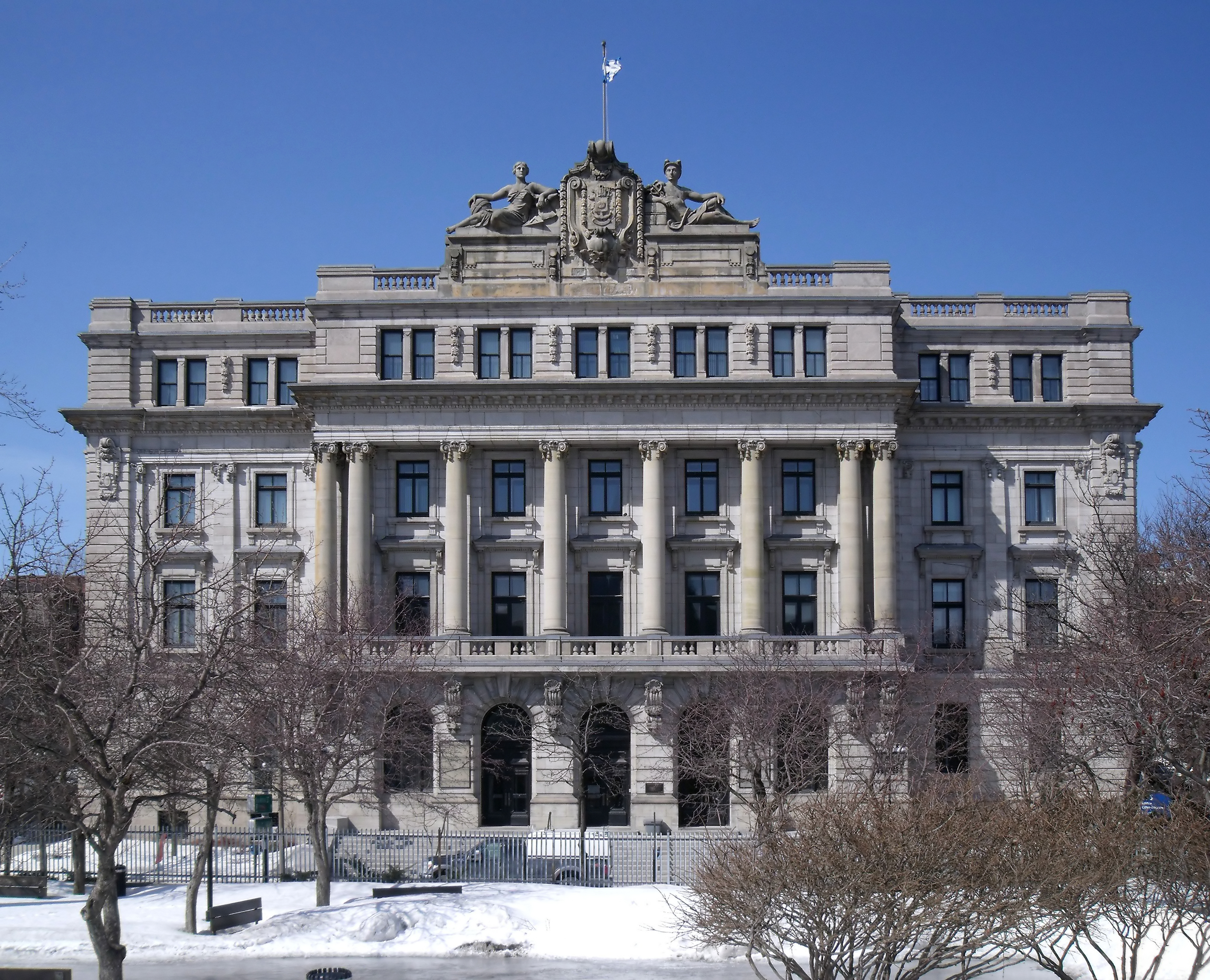
Lionel Groulx enseigne à l'École des hautes études commerciales de 1915 à 1920 (située à l'époque dans l'édifice Gilles-Hocquart, qui s'appelait alors « Square Viger »).

À partir de 1915, Lionel Groulx commence également à enseigner l'histoire du Canada à l'École des hautes études commerciales (HEC). Il approfondit ses connaissances grâce à la préparation de ses leçons d'histoire économique. En parallèle, il rédige aussi de la fiction pour différents périodiques. Ces histoires, racontées sous forme de contes se déroulant dans un milieu rural rappelant le Valleyfield de son enfance, sont ensuite regroupées dans un recueil intitulé Les Rapaillages (1916). Ce recueil deviendra son plus grand succès littéraire. Il enseignera ainsi aux HEC jusqu'en 1920.

#### Conférencier populaire
La préparation de ces premières conférences constitue un défi de taille. À cette époque, l'Université Laval de Montréal demeure embryonnaire dans plusieurs domaines; notamment, on n'y trouve ni bureau, ni secrétaire, ni fonds de recherche en histoire. Lionel Groulx doit ainsi faire à ses frais ses recherches, ses achats documentaires et ses voyages aux archives à Ottawa. De plus, à titre de conférencier, il n'est pas à proprement parler professeur. « En effet, s’il donne des conférences, il n’assure aucun enseignement menant à un diplôme; il n’a ni élèves ni programme; les auditeurs de ses leçons ne sont évidemment pas soumis à des examens ».
Malgré ces difficultés, les conférences de Groulx attirent de larges auditoires. Sa première conférence est prononcée dans une salle comble de 1 200 places. Critiquant sévèrement l'administration britannique à travers l'histoire, Lionel Groulx se démarque des nationalistes de son époque (comme Henri Bourassa) et trouve une forte résonance dans ce contexte de tensions nationales. Données sous la formule de « cours publics » ouverts à tous, ses conférences attirent des étudiants autant que des enseignants, ainsi que des membres du clergé, des juristes, des élus et des journalistes. Favorisé par l'actualité brûlante de ses sujets choisis, ses conférences permettent de remettre en question des idées reçues sur l'histoire du Canada. Pour lui, « la liberté chez nous [au Québec] ne fut pas un don mais une conquête ». Partant de l'idée que la Conquête de 1759 fut un événement catastrophique (et non providentiel, comme l'enseignait une certaine tradition cléricale héritée du XIXe siècle), il invite ses compatriotes à en finir « une bonne fois pour toutes avec cette imposture historique d'une Angleterre libérale et maternelle qui nous aurait traités en enfants gâtés de son empire » en leur rappelant que « [n]ous [Canadiens français] avons cet honneur de ne devoir qu'à nous-mêmes les droits officiels de notre langue ».
En 1916, ces conférences sont regroupées puis publiées en un ouvrage intitulé Nos luttes constitutionnelles. L'ouvrage est un succès critique et commercial. Des copies de ses conférences sont également rapportées dans les collèges par les enseignants, contribuant ainsi à faire connaître le travail de Groulx,.

### Fondation deL'Action française

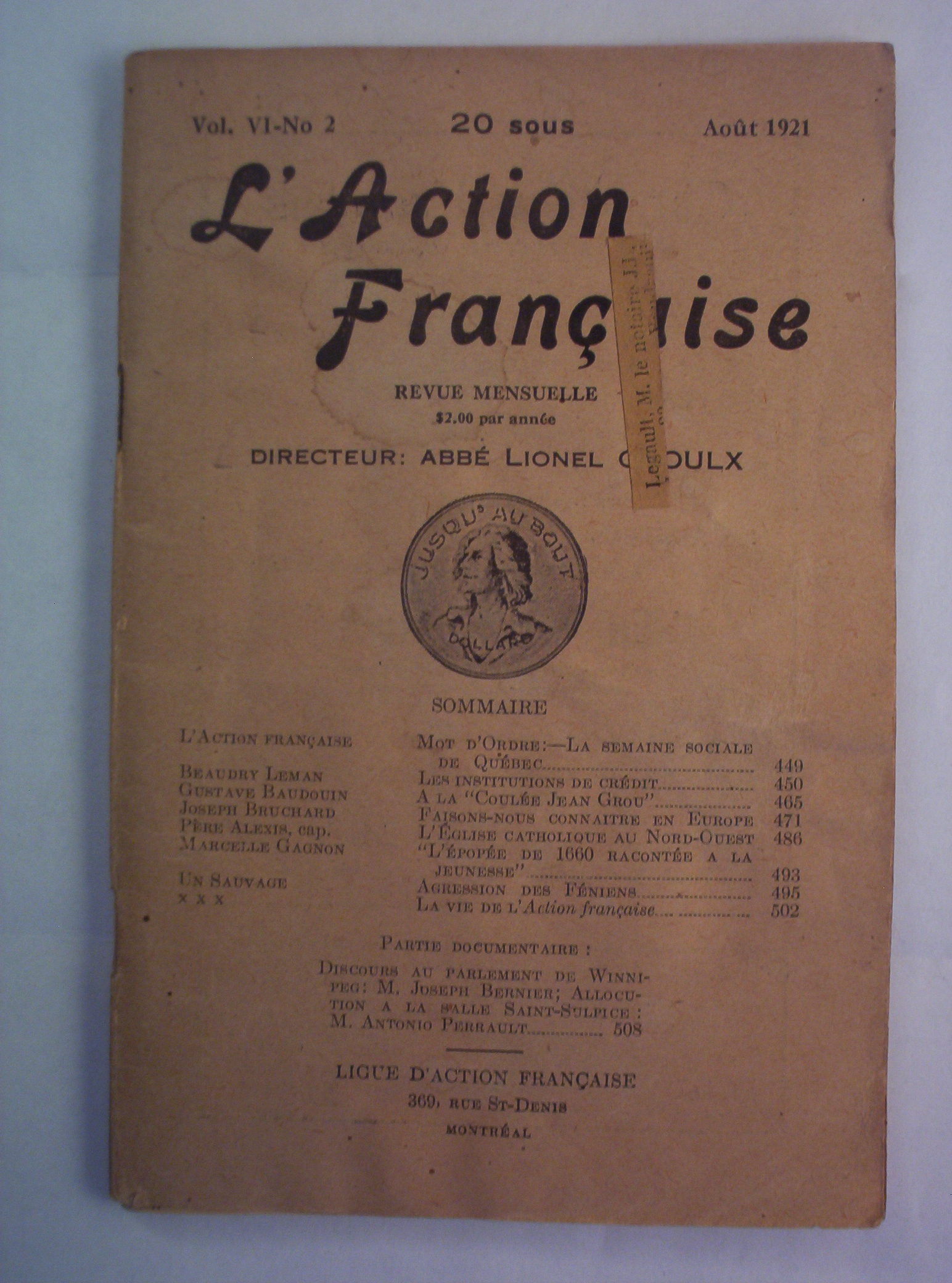
L'Action française, vol. VI no 2, août 1921.

Au début de 1917, Lionel Groulx déménage au presbytère de Saint-Enfant-Jésus, dans le Mile-End, à Montréal. À l'époque, ce presbytère est un lieu de rencontre privilégié pour les nationalistes laïcs et ecclésiastiques. Des soirées animées y sont organisées, en présence de personnalités en vue comme le père Rodrigue Villeneuve (futur archevêque de Québec), l'abbé Georges Courchesne (futur évêque de Rimouski), François-Xavier Ross (futur évêque de Gaspé), Paul-Émile Lamarche (député nationaliste à la Chambre des communes), les journalistes Omer Héroux et Georges Pelletier, et, enfin, Henri Bourassa.
Naviguant dans ce milieu intellectuel et nationaliste en pleine effervescence, Lionel Groulx fait la connaissance du père Joseph-Papin Archambault, jésuite et directeur de l'École sociale populaire. Nationaliste convaincu, le père Archambault a fondé en 1913 la Ligue des droits du français, un mouvement de défense et de promotion du français au Québec (précurseur de l'Office québécois de la langue française). Motivée par la volonté d'Henri Bourassa et de Lionel Groulx de produire des publications pour pousser la pensée nationaliste et son influence, la Ligue lance une revue mensuelle en février 1917 : L'Action française. Dirigée par Omer Héroux, la nouvelle revue compte parmi son comité de rédaction (en plus du prêtre-historien) : Joseph Gauvreau, Louis Hurtubise et Anatole Vanier.
Tout en portant le même nom que le journal du mouvement français dirigé par Charles Maurras (dont la solution aux maux de la France passait par le rétablissement de la monarchie), L'Action française n'en a cependant ni l'ambition anti-républicaine ni le radicalisme visant à renverser le régime politique. Examinant tous les problèmes de l'heure, à travers les pages de cette revue, Lionel Groulx s'impose comme penseur. Sa conception nouvelle du développement du Québec touche à tous les domaines de la vie nationale, dépassant les questions de langue, de défense des traditions et de développement culturel. Elle englobe tout à la fois l'éducation, le politique, l'économique, les finances et le social. Cherchant à influencer les élites canadiennes-françaises, les écrits de Lionel Groulx dans L'Action française recentrent les débats sur le Canada français et sur ses intérêts en tant que nation. Petit à petit, ses idées se démarquent de celles d'Henri Bourassa (en particulier sur le rôle de l'État, le nationalisme et l'interventionnisme).

#### Directeur de L'Action françaisesur fond de crise de la conscription
En 1917, l'unité canadienne est plus ébranlée que jamais. En Ontario, les écoles bilingues résistant au Règlement 17 exacerbent les tensions entre francophones et anglophones. Au Québec, les manifestations contre l'enseignement forcé de l'anglais se multiplient. À Ottawa, face à la guerre qui déchire l'Europe, le gouvernement conservateur de Robert Borden cherche à tout prix une solution à la chute des enrôlements volontaires dans l'armée. Cette solution – la conscription – dresse l'opinion publique anglophone contre les francophones. De son côté, Lionel Groulx est affligé par l'appui des évêques canadiens-français à l'enrôlement de la population. Malgré l'opposition massive de la population canadienne-française (qui trouve écho également au Royaume-Uni), après de longs débats, la Loi sur le service militaire obligatoire est adoptée en août 1917. Cette décision provoque une crise nationale.
Tandis que l'adoption de la conscription provoque des émeutes à Montréal et à Québec, les choses bougent rapidement pour Lionel Groulx. Dès la fin de 1917, il tient une série de conférences sur les origines de la Confédération canadienne. Anticipant les problèmes de l'après-guerre causés par la crise de la conscription, il jette un regard très critique sur les démarches menant à la création du Canada en 1867. Ces conférences créent une polémique. Publiées sous forme de recueil intitulé La confédération canadienne (en 1918), elles rompent avec le discours élogieux sur les pères de la Confédération auquel le public de l'époque était habitué. Dès sa publication, le recueil est attaqué par des notables libéraux et conservateurs, ainsi que par des historiens de sensibilité « loyaliste » (sympathique à la couronne et aux institutions britanniques) tels que Camille Roy, Adjutor Rivard et Thomas Chapais. Il est également critiqué par l'archevêque de Montréal, Mgr Bruchési, qui demande par écrit à Mgr Chartier (archevêque de Québec) de réprimander le prêtre-historien.
En même temps, Lionel Groulx s'impose comme directeur officieux de la revue L'Action française. Multipliant les apparitions publiques pour faire la promotion de sa revue, il devient son principal contributeur, publiant sous son nom ou sous divers pseudonymes,. Inspiré par le modèle d'autres revues européennes de la même époque, il propose également à ses collègues de tenir une « enquête annuelle » pour provoquer des débats d'idées. Il publie la première de ces enquêtes, Nos forces nationales, en décembre 1918.
Tout en écrivant dans L'Action française, Groulx continue à enseigner et à prononcer des conférences dans le but de vulgariser et de diffuser ses découvertes sur l'histoire de l'Amérique française. Ses conférences universitaires et ses enquêtes sont adaptées en ouvrages : La naissance d'une race (1919), Lendemains de conquête (1920), Vers l'émancipation (1921).

### Penseur de la nation québécoise

#### Notre avenir politiqueetL'appel de la race
En 1922, Lionel Groulx publie deux des ouvrages les plus importants de son œuvre : Notre avenir politique et L'appel de la race.
Enquête menée pour le compte de L'Action française à la suite de la crise de la conscription de 1917, Notre avenir politique explore la possibilité de l'indépendance du Canada français. Envisagée sous forme d'idéal plutôt que comme programme politique, cette indépendance est réfléchie en fonction des bouleversements géopolitiques majeurs à venir (tels que la fin de l'Empire britannique) et d'une stratégie de développement dans tous les domaines, « de façon à ce qu'à long terme, la réalisation de l'indépendance devienne envisageable ». L'ouvrage cherche donc à réhabiliter l'indépendance comme objectif national, sans toutefois se fermer complètement à l'une réforme de la fédération canadienne. L'horizon d'arrivée pour cette indépendance est situé par Groulx dans les années 1970.
Selon l'historien Éric Bédard, Lionel Groulx a toujours eu de la sympathie pour les indépendantistes. Toutefois, cela n'était pas la raison principale de son engagement. Pour lui, les fondations de la nation sont de nature économique, politique, culturelle. L'indépendance était plutôt une forme de parachèvement de la reprise en main des instruments de la société canadienne-française par les Canadiens français. Néanmoins, par cet ouvrage, Lionel Groulx semble prendre publiquement parti pour l'indépendance. Cette prise de position se heurte aux nationalistes canadiens de la trempe d'Henri Bourassa. Se portant à la défense d'un Canada uni, Bourassa voit dans le « séparatisme » une forme de « nationalisme outrancier [qui] ne vaut guère mieux que l'impérialisme britannique », mettant en péril tout « maintien d'un juste équilibre entre les deux groupes ethniques – base sur laquelle la Confédération fut fondée ».
Cette réputation de « séparatiste » de Lionel Groulx sera renforcée par la parution de son deuxième ouvrage. L'appel de la race est un roman racontant, à travers le mariage entre un Canadien français et une Irlandaise (anglophone), le dilemme tragique entre deux choix irréconciliables : celui de la fidélité à l'époux contre celui de la fidélité à la nation. Ce roman est vu comme une forme d'allégorie du fédéralisme canadien, critiquant le régime et condamnant l'état de sujétion des Canadiens français aux Canadiens anglais.

#### Fin deL'Action française
En 1925, Lionel Groulx organise la première Semaine d'histoire du Canada. Événement sans précédent au Québec, cette Semaine réunit une série d'experts venant présenter au public diverses conférences sur des sujets en lien avec l'histoire du Canada. Si le circuit des conférences et de l'enseignement universitaire s'avère fructueux pour Lionel Groulx, toutefois, son aventure de L'Action française est de plus en plus entravée. Le 29 décembre 1926, le pape Pie XI condamne l'Action française de Charles Maurras et place tous les écrits de l'auteur à l'index. Cette condamnation ébranle la revue dirigée par Lionel Groulx. Afin d'échapper à la mauvaise image associée à cette condamnation papale, la revue est rebaptisée L'Action canadienne-française. Toutefois, malgré le choix du prêtre-historien d'abandonner la direction de la revue pour ne pas aggraver ses problèmes, des difficultés financières forcent l'arrêt de la publication. L'Action canadienne-française cesse de paraître en décembre 1927.
La même année, Lionel Groulx commence à enseigner au Collège Basile-Moreau. Devenu également professeur à temps plein à l'Université de Montréal, le prêtre-historien publie L'Enseignement français au Canada (1931), une grande étude sur l'histoire des écoles françaises au Canada.

### Engagement politique

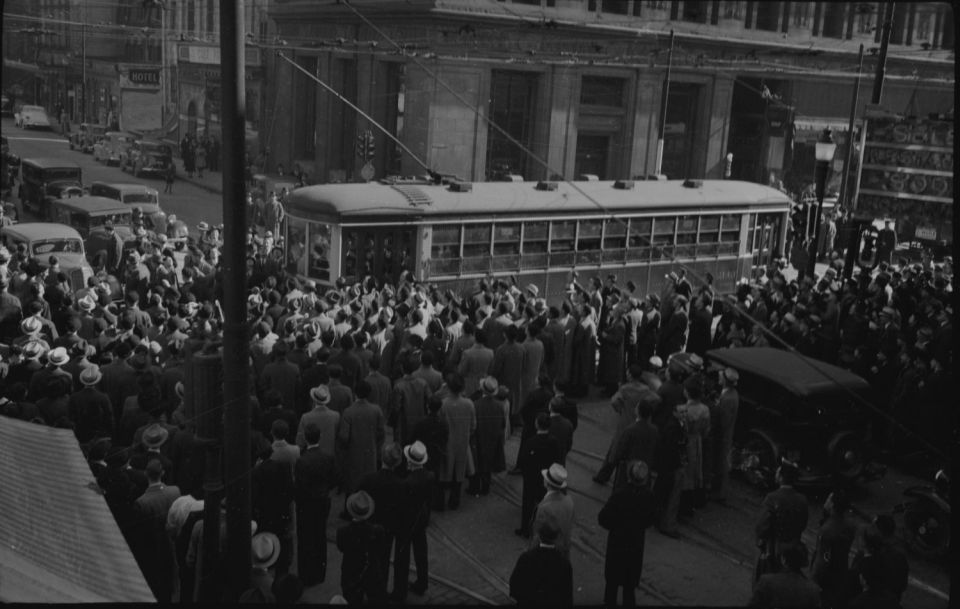
Lionel Groulx est particulièrement sensible à la détresse ressentie par la jeunesse lors de la Grande Dépression.

#### Grande Dépression
En octobre 1929, la bourse de Wall Street s'effondre. C'est le début de la Grande Dépression. Voyant les résultats désastreux du capitalisme sauvage sur l'économie du Québec, Lionel Groulx s'inquiète pour sa société. En effet, la population se retrouvant au chômage ou devant des possibilités d'avenir très sombres se met à s'organiser en groupes. Partout, des citoyens cherchent des solutions à la misère. L'économie du Québec, relevant grandement des investissements étrangers (et de succursales d'entreprises anglo-américaines dirigées par une bourgeoisie montréalaise de langue anglaise), rendait la société particulièrement vulnérable à la misère. La jeunesse tout particulièrement, dégoûtée de la politique et des partis traditionnels, se met à la recherche d'un nouveau chef inspirant. C'est dans ce contexte que Lionel Groulx, sans se lancer lui-même en politique, émerge comme leur principal maître à penser. En guidant ces divers groupes de jeunes nationalistes, le prêtre-historien connaît son apogée en matière d'influence et de rayonnement durant la décennie 1930.
En 1931, Lionel Groulx entame une nouvelle série de conférences intitulée Quelques autres causes de nos insuffisances (faisant suite à une conférence donnée en 1929 au cercle universitaire de Montréal). Également en 1931, il est invité à donner des cours d'histoire du Canada à Paris, à la Sorbonne, ainsi qu'à la Faculté catholique de Lyon et à l'Institut catholique de Lille. Il gagne la même année le Prix de l'Académie française.
De retour au Québec, en février 1932, Lionel Groulx décroche finalement un doctorat ès lettres de l'Université de Montréal (complétant la formation qu'il avait dû abandonner à Fribourg en 1909), lui permettant ainsi de compléter sa formation d'historien (les diplômes en lettres incluant encore, à cette époque, la discipline historique). Au cours de la même année, Lionel Groulx met en branle la relance de la revue L'Action française. Retrouvant deux anciens collaborateurs (Harry Bernard, journaliste du Courrier de Saint-Hyacinthe, et Esdras Minville, professeur aux HEC de Montréal), il recrute également de jeunes nationalistes comme René Chaloult, Albert Tessier et Léopold Richer. Renommée L'Action nationale, celle-ci commence à paraître en janvier 1933.
En 1933, deux étudiants de l'Université de Montréal, André Laurendeau et Pierre Dansereau forment un groupe de réflexion : les Jeunes-Canada. Influencés par la pensée de Lionel Groulx, les Jeunes-Canada sont préoccupés par la situation collective des Canadiens français, semblant être condamnés à être un peuple prolétaire. Révoltés, ces jeunes nationalistes organisent des assemblées et dénoncent les vieux partis (libéral et conservateur), leurs abus, leur corruption. Malgré la répression dont le groupe fait l'objet par les autorités cléricales et politiques, les Jeunes-Canada seront parmi les nombreux groupes de jeunes des années 1930 ayant pour maître à penser Lionel Groulx.

#### Fondation de l'Action libérale nationale
En 1934, un groupe de libéraux mécontents quittent le Parti libéral dirigé par Louis-Alexandre Taschereau pour fonder un nouveau mouvement : l'Action libérale nationale (ALN). Ce groupe est composé de Paul Gouin, avocat et conférencier de Montréal (et fils de l'ancien premier ministre Lomer Gouin), d'Oscar Drouin, avocat et député de Québec-Est, d'Ernest Grégoire, maire de Québec et professeur d'économie politique à l'Université Laval, de Philippe Hamel, dentiste de Québec et militant pour la nationalisation de l'hydroélectricité, et de René Chaloult, avocat de Québec et militant nationaliste.
Les têtes d'affiche de l'ALN ont un point commun : leur adhésion au Programme de Restauration sociale, élaboré par l'École sociale populaire du père Joseph-Papin Archambault. Tout en maintenant l'attachement à la propriété privée et à l'Église catholique, ce Programme propose une série de mesures ambitieuses rompant avec le conservatisme traditionnel des libéraux et des conservateurs de l'époque. Il propose notamment de donner à l'État un rôle de premier plan dans la sortie de la Grande Dépression, par son intervention directe dans l'économie, en vue d'assurer une redistribution de la richesse et un retour à l'équilibre social. Parmi les signataires du Programme se trouvent plusieurs collaborateurs laïcs de L'Action nationale : André Laurendeau, Esdras Minville, Philippe Hamel et René Chaloult – tous des disciples de Lionel Groulx.

#### Chute du Parti libéral et victoire de l'Union nationale

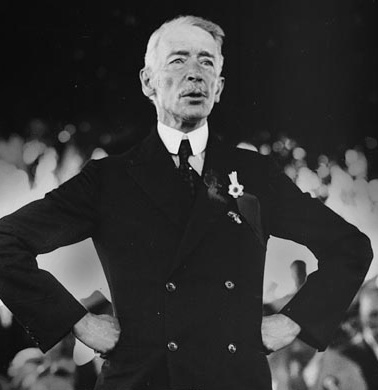
Durant les années 1930, le premier ministre Taschereau devient l'un des symboles de l'influence écrasante de la haute finance sur la politique québécoise.

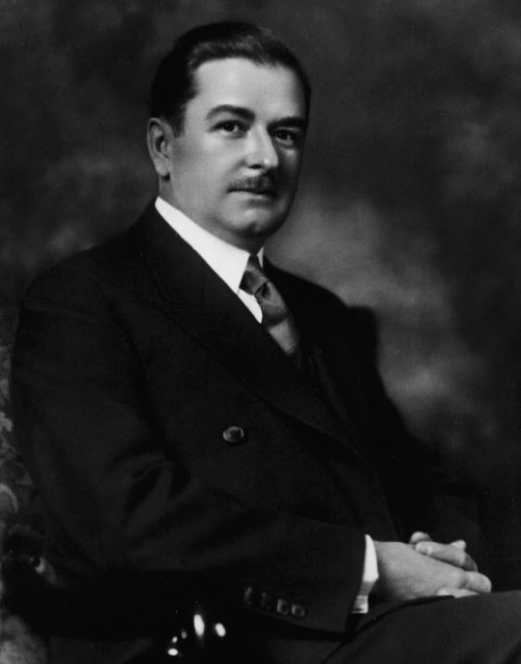
Après la victoire de 1936, Lionel Groulx critiquera sévèrement Maurice Duplessis d'avoir renié la majorité du programme de l'Union nationale.

En dépit de la crise économique, le premier ministre Louis-Alexandre Taschereau refuse d'envisager des réformes. Son approche, celle d'un libéralisme classique, misant sur le grand capital (surtout américain) pour développer le Québec, est vivement critiquée par la jeunesse nationaliste, tenue à l'écart du Parti libéral depuis des années.
En 1935, des élections sont déclenchées au Québec. L'ALN de Paul Gouin se retrouve à lutter contre le Parti conservateur dirigé par Maurice Duplessis, qui a également pour objectif de battre le Parti libéral de Louis-Alexandre Taschereau. Héritier d'une hégémonie politique ininterrompue depuis 1897, le gouvernement Taschereau était devenu le symbole du poids écrasant de la haute finance sur les leviers de commande de la société québécoise. Réalisant que leur objectif principal était le même, l'ALN et le Parti conservateur choisissent de former une coalition électorale. Celle-ci prend le nom d'Union nationale.
Bien que la coalition ne réussisse pas à prendre le pouvoir, aux élections de 1935, elle réussit cependant à ébranler le Parti libéral en réduisant sa majorité et en exigeant la tenue d'une enquête sur les Comptes publics du gouvernement. Cette enquête, menée par Maurice Duplessis durant le printemps 1936, lui permet de prendre la tête de la coalition bipartisane et de la fusionner en un seul parti.
Loin de se réjouir de cette tournure, malgré la popularité de Maurice Duplessis, Lionel Groulx est très sceptique à son égard. Aux élections de 1936, l'Union nationale prend le pouvoir avec 57 % des voix. Toutefois, quelques semaines après sa victoire, le nouveau premier ministre écarte les principales têtes d'affiche de l'ALN du conseil des ministres, reniant également les principales réformes de l'ALN (telles que la nationalisation de l'hydroélectricité et la fin du trafic d'influence dans le gouvernement). Rapidement, les anciens disciples de l'ALN se révoltent. Se confiant à René Chaloult par écrit, Lionel Groulx résume la situation en disant que « cette victoire a eu, hélas, son lendemain ». Ceux qui croyaient que l'heure de la libération économique et politique des Canadiens français était arrivée se voient alors renvoyés dans l'opposition.
Pour Lionel Groulx, le revirement soudain de Maurice Duplessis vient confirmer ce qu'il soupçonnait dès le départ. Duplessis lui « a toujours paru vieux-jeu, vieux monde. Il est resté de la génération des hommes de soixante ans, avec tous les bobards de la bonne-entente et de la "coopération" entre les deux grandes races [sic]. Et il est tel […] non par malignité d'esprit ou de caractère, mais par manque de formation et par impuissance morale. Il n'a pas assez de personnalité pour être de son temps. C'est ce qui est grave chez lui ». Groulx lui reproche la « notable infirmité », pour un chef d'État québécois, « de prendre du problème national, une vie vigoureusement synthétique. Il ne pourra jamais faire que de la politique de petits à-coup, une politique de rapiéçage […] Il porte aussi dans l'esprit une grande infirmité; il n'est pas de son temps, de sa génération. Il est resté vieux jeu. Il date d'il y a soixante ans [en 1936]; il considère comme chose normale l'actuelle dictature économique d'une poignée de Britanniques ».

#### «Être maîtres chez nous»
Dans ce contexte de crise économique marqué par un retour en force du nationalisme, Lionel Groulx cherche à fédérer les divers mouvements nationalistes autour de certains objectifs communs et d'un programme pragmatique. Cette tâche d'unir les autonomistes et les indépendantistes, les catholiques progressistes, les libéraux attirés par le New Deal de Roosevelt et les partisans de nouveaux régimes plus autoritaires d'Europe catholique est très difficile. Elle l'est particulièrement pour l'abbé Groulx car il a dû renoncer à toute velléité politique en devenant prêtre. Ainsi, à tous ceux qui le réclament comme chef politique, il répond par deux ouvrages : Orientations (1935) et Directives (1937).
Ces deux recueils s'adressant à la jeunesse articulent des principes essentiels d'un programme de redressement national. Pour réaliser son idéal d'un « État français », d'un « pays français et [d']une nation française gouvernés pour leurs fins propres », Groulx prône une politique nationale à Québec. C'est là, à Québec, que se jouera selon lui l'avenir national des Canadiens français. Reprenant la défense de l'idée d'indépendance, il hésite cependant à proposer une rupture immédiate de la Confédération. Voyant l'indépendance comme un idéal lointain, trouvant qu'il reste encore trop à faire pour la réaliser, Groulx encourage plutôt les jeunes à opter pour un programme autonomiste.
Dans la poursuite de cet idéal politique, l'abbé Groulx mise sur la volonté des Canadiens français à devenir maîtres de leur vie économique et maîtres de leur vie politique. Pour obtenir ces progrès, il mise sur l'éducation : « Que, dans les écoles […] on cesse enfin de fabriquer en série tant d'invertébrés, tant de bibelots de salon » et qu'on transmette « ce mot d'ordre, le leitmotiv obsédant : Être maîtres chez nous ».
Gardant toujours cet espoir de voir les choses changer, malgré les démissions des principales vedettes de l'ALN du gouvernement Duplessis, Lionel Groulx est invité au Deuxième Congrès de la langue française à Québec, à la fin juin 1937. Attendu par une multitude de dignitaires, mais surtout par la jeunesse impatiente de connaître sa vision de l'avenir, Groulx prépare un discours coup de poing. Son discours, commençant sur l'utilité de la connaissance de l'histoire, dénonce « l'incohérence, la désintégration, l'abandon à la médiocrité, à la servitude, l'impuissance à vivre collectivement, le triomphe de tous les individualismes ». Cherchant à redonner au Québec le goût de vivre, il rappelle à son public que « C'est ici, dans le Québec, que nous [Canadiens français] jouons notre destin ». Critiquant la centralisation fédérale, il affirme que les Québécois refusent se sacrifier à eux seuls « au maintien ou à l'affermissement de la Confédération ». Le prêtre-historien conclut son discours par une envolée, adressant un avertissement aux partisans de la bonne-entente et aux sceptiques clamant qu'ils forment « la dernière génération de Canadiens français » : « Qu'on le veuille ou non, notre État français, nous l'aurons […] Je leur réponds, avec toute la jeunesse : "Nous sommes la génération des vivants. Vous êtes la dernière génération des morts!" ».

#### Seconde Guerre mondiale
Le discours du Deuxième Congrès de la langue française porte Lionel Groulx aux nues. Les manifestations d'appui au prêtre-historien se multiplient, dépassant la jeunesse, rejoignant diverses organisations nationalistes. Les louanges le félicitant pour son discours sont accompagnées d'attentes. Cherchant à contenir les énergies déployées par son discours, Groulx cherche à tempérer ses propos : « Je ne suis pas séparatiste. Quand je dis État français, je parle d’un État fédératif. Je reste dans la ligne de l’histoire. Nous ne sommes pas entrés dans la Confédération pour en sortir mais pour nous y épanouir ».
Avançant en âge, Lionel Groulx commence également à songer à sa succession à l'Université de Montréal. Il propose son poste à André Laurendeau, qui refuse, lui disant qu'il n'a pas la santé pour être historien. Après un séjour d'études de deux ans à Paris, en septembre 1937, Laurendeau accepte néanmoins de succéder à Groulx à la direction de L'Action nationale. Après avoir discuté avec plusieurs candidats potentiels, Lionel Groulx se tourne finalement vers un jeune collaborateur de L'Action nationale, Guy Frégault, âgé de dix-neuf ans en 1937. Le prenant sous son aile, Groulx l'alimente en ouvrages méthodologiques, tandis que l'Université lui offre une bourse pour poursuivre ses études à Paris. Le prêtre-historien convainc Frégault, qui accepte de lui succéder après avoir effectué un doctorat en histoire.
En 1939, l'Allemagne envahit la Pologne. Cet événement provoque une série d'événements menant au déclenchement d'une nouvelle Guerre mondiale. En réaction à cette nouvelle, Maurice Duplessis déclenche des élections anticipées. Tentant d'effectuer un retour, trois anciens de l'ALN (Philippe Hamel, René Chaloult et Paul Gouin) se présentent à nouveau aux élections, mais cette fois avec l'appui tacite du Parti libéral dirigé par Adélard Godbout. Cette décision de collaborer avec les libéraux est vécue comme une trahison par Groulx. Le Parti libéral s'étant doté d'un programme reprenant plusieurs mesures proposées par l'ALN en 1936, Godbout réussit à isoler Duplessis au cours de cette campagne. Les libéraux remportent la victoire, renvoyant les unionistes dans l'opposition. Chaloult réussit à se faire élire, sous la bannière libérale cette fois, mais sans Hamel ni Gouin.
La même année, alors que Groulx est nommé vice-président de la Société Saint-Jean-Baptiste de Montréal, il rompt également avec un ami de longue date, Mgr Rodrigue Villeneuve. Les deux s'étaient connus à l'époque de la lutte contre le Règlement 17. Nationaliste comme Groulx, habitué des soirées organisées au presbytère Saint-Enfant-Jésus du Mile-End, Villeneuve s'était aussi opposé à la conscription de 1917 et avait vigoureusement défendu l'idée d'un État français. Toutefois, après avoir été nommé évêque en 1928, un fossé avait commencé à se creuser entre les deux. Celui qui  avait félicité Groulx pour « [ses] Jeunes-Canada » finit par s'éloigner publiquement de son « maître ». Lors des élections de 1939, Mgr Villeneuve choisit d'appuyer le Parti libéral et la participation à la guerre. Il nie également toute sympathie pour le séparatisme.
À l'été 1940, un nouvel archevêque est nommé à Montréal : Mgr Joseph Charbonneau. Celui-ci est accueilli avec méfiance par le reste de l'épiscopat québécois. Ils le perçoivent comme un candidat parachuté par Ottawa (Franco-Ontarien de naissance, il est alors évêque de Hearst) pour sceller la bonne entente sur le dos des intérêts de la minorité canadienne-française. Cherchant à obtenir des appuis à l'effort de guerre en se rapprochant des nationalistes, en avril 1943, Mgr Charbonneau décide de nommer Lionel Groulx chanoine honoraire du diocèse de Montréal.

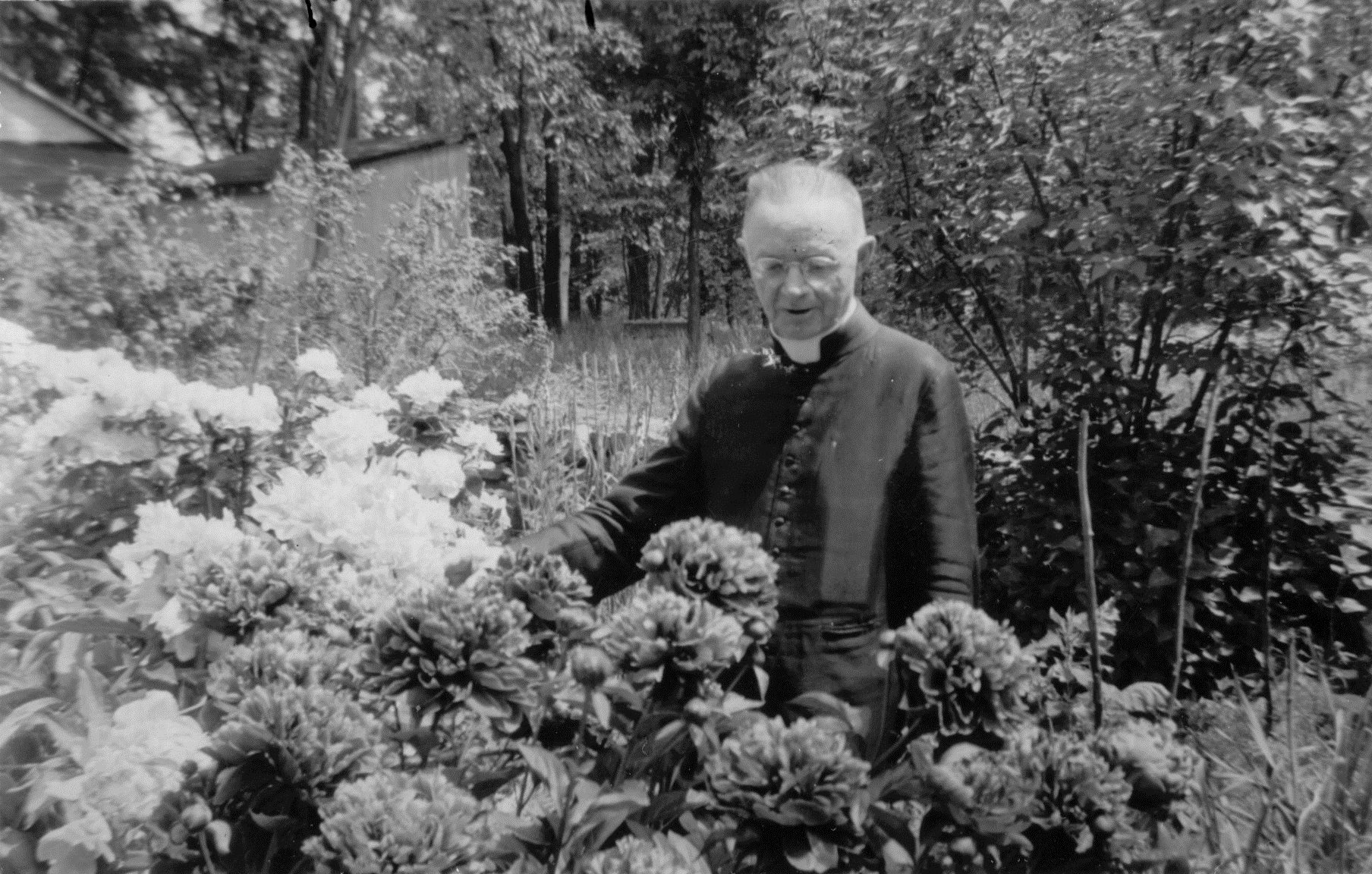
Lionel Groulx dans le jardin de sa résidence à Vaudreuil en juin 1943.

Également en 1943, Groulx réussit à convaincre les hautes instances de l'Université de Montréal de créer un « Institut d'histoire […] pour constituer enfin à Montréal une grande école d'histoire du Canada ». Le projet est endossé par la Faculté des lettres, qui engage Guy Frégault (alors récemment diplômé de l'Université Loyola de Chicago) comme professeur débutant. Maurice Séguin sera le premier étudiant à effectuer une thèse de doctorat en histoire à l'Université de Montréal. Sa thèse sera dirigée par Lionel Groulx.

#### Bloc populaire canadien et nouvelle crise de la conscription

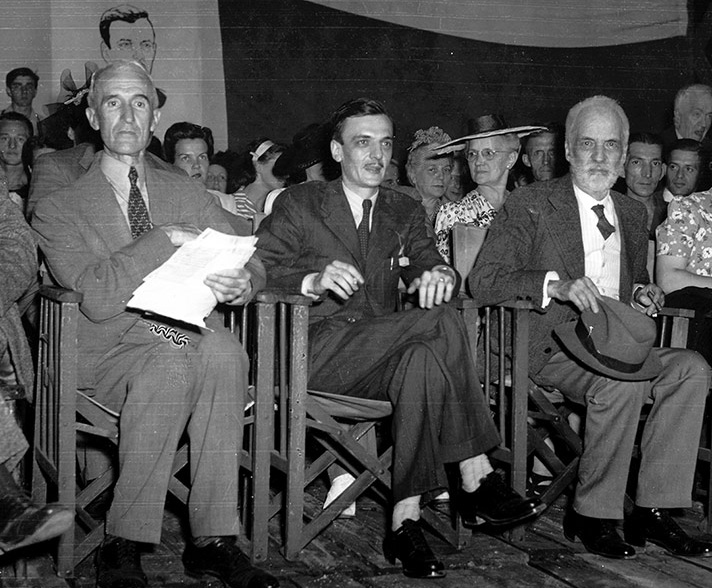
Lionel Groulx joue un rôle crucial dans la formation du Bloc populaire canadien en 1942. Ici de gauche à droite : Maxime Raymond, André Laurendeau et Henri Bourassa.

Tandis que le conflit mondial s'intensifie, le gouvernement fédéral de Mackenzie King cherche à augmenter ses forces militaires. Élu avec la promesse de ne pas imposer de conscription, sous la pression grandissante du Canada anglais, le gouvernement King tente de se libérer de sa promesse en tenant un plébiscite sur la question en 1942.
Cherchant à défendre la volonté d'une vaste majorité de Québécois, la Ligue pour la défense du Canada est alors fondée par une série de personnalités influentes (dont André Laurendeau et Jean Drapeau, tous deux disciples de Groulx) pour forcer le gouvernement King à tenir sa promesse. Laurendeau se lance également en politique en fondant à l'automne 1942 le Bloc populaire canadien, un nouveau parti nationaliste avec une aile québécoise (dirigée par Laurendeau) et une aile fédérale (dirigée par Maxime Raymond).
Sans vouloir s'engager en politique en appuyant ouvertement le Bloc populaire, Lionel Groulx voit toutefois celui-ci se diviser à l'approche des élections de 1944. La conscription ayant été approuvée dans l'ensemble du Canada (malgré le refus d'une majorité de Québécois), les forces nationalistes se retrouvent cette fois canalisées par l'Union nationale de Maurice Duplessis. Le 8 août 1944, l'Union nationale revient au pouvoir, chassant les libéraux d'Adélard Godbout, après que ceux-ci aient renié leur promesse de ne pas imposer la conscription. Seules deux voix groulxistes demeureront à l'Assemblée législative : celle de René Chaloult, et celle d'André Laurendeau, tous les deux réélus.

### Succession

#### Création du département d'histoire de l'Université de Montréal

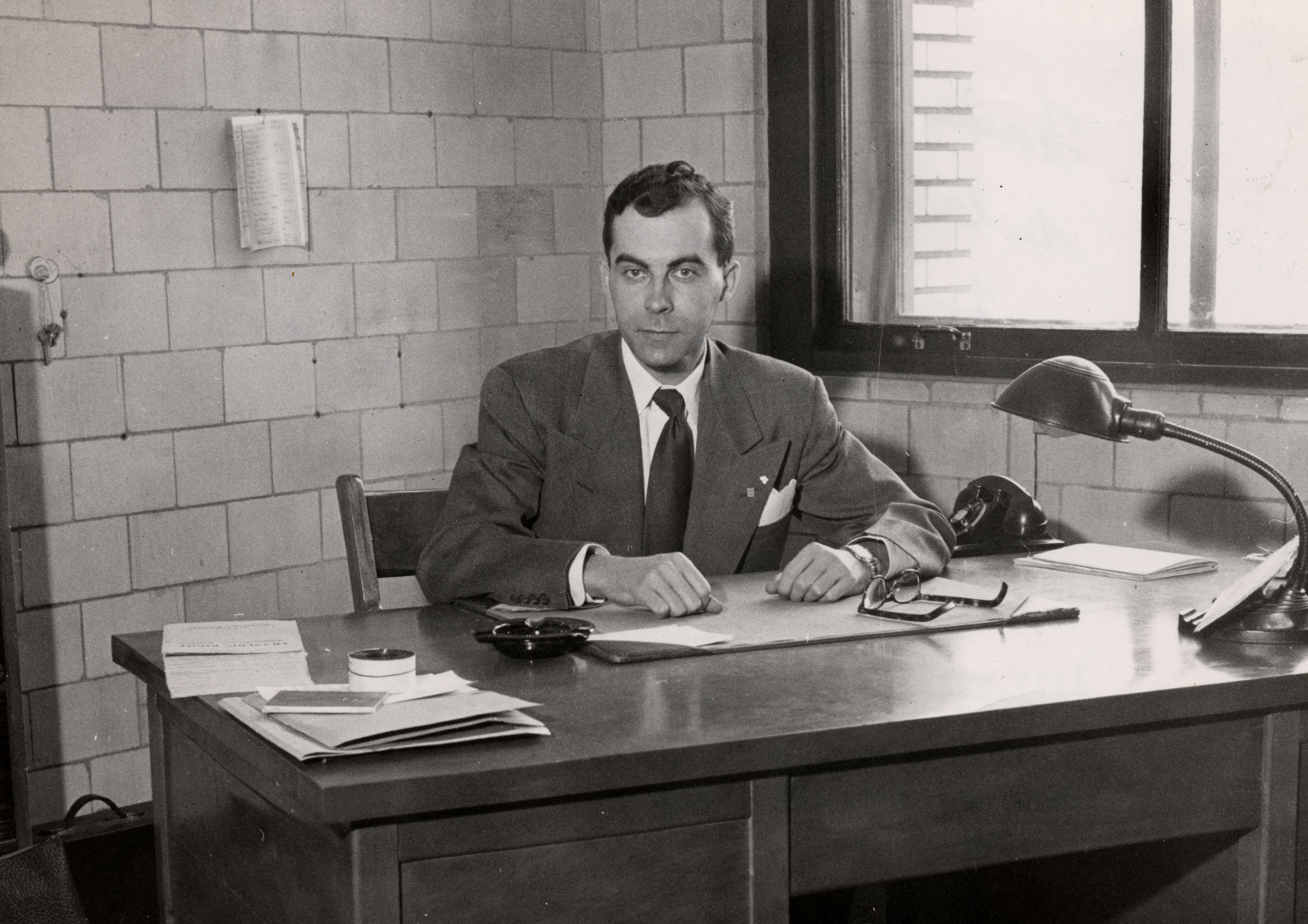
En 1946, Guy Frégault succède à Lionel Groulx et devient le premier directeur du nouveau département d'histoire de l'Université de Montréal.

Aboutissement d'un projet proposé par Groulx en 1943, l'« Institut d'histoire » (département d'histoire) est finalement confirmé en 1946 par les hautes instances de l'Université de Montréal. Successeur désigné de Lionel Groulx, Guy Frégault en sera le premier directeur, en vue de la rentrée prévue pour 1947. Un deuxième historien, Maurice Séguin, se fait promettre un poste de professeur pour la première année de l'Institut, 1947-1948. Un troisième historien, Michel Brunet, ayant également suivi des cours du chanoine Groulx au début de la guerre, se fait également promettre un poste.

#### Création de l'Institut d'histoire de l'Amérique française
En 1946, l’Institut d'histoire de l'Amérique française (IHAF) est créé. Première association professionnelle d'historiens au Québec, l'IHAF vise à faire évoluer rapidement l'étude du passé français de l'Amérique. L'IHAF se donne pour mission de constituer des fonds d'archives, de publier des ouvrages, d'organiser des leçons d'histoire et de tenir un congrès annuel où seront présentés les résultats de divers travaux de recherche. En fondant l'IHAF au même moment que « l'Institut d'histoire », le chanoine Groulx apporte une contribution majeure à la professionnalisation de l'histoire au Québec.
Dès les premières réunions de l'IHAF, Groulx propose que l'on lance une revue d'histoire à caractère scientifique. Cette revue permettrait à la communauté de chercheurs de prendre forme, d'offrir un foyer d'échange entre eux et avec le public. La Revue d'histoire de l'Amérique française voit ainsi le jour avec la parution de son premier numéro en juin 1947. En moins d'un an, la revue se retrouve avec plus de 1 300 abonnés.

#### Adoption d'un drapeau québécois
La crise de la conscription ayant ressoudé les différents groupes nationalistes, un important projet mobilisera les efforts de Lionel Groulx dans ses premières années de retraite : l'adoption du fleurdelisé comme drapeau du Québec. Impliqué dans la Société Saint-Jean-Baptiste (SSJB) de Montréal depuis 1939, soutenu par l'ensemble des institutions nationalistes, les autres SSJB, l'Ordre de Jacques-Cartier, la Ligue d'action nationale et Le Devoir, Groulx avait publié à la fin de la guerre une brochure en faveur de l'adoption d'un tel symbole. La campagne du drapeau national est relancée dès le début de 1947 par les députés René Chaloult et André Laurendeau. Malgré les réticences d'Adélard Godbout (trouvant le drapeau trop français) et de Maurice Duplessis (craignant sa charge « séparatiste »), les députés avaient réussi à obtenir la création d'un comité parlementaire pour étudier la question du drapeau.

Lionel Groulx est intimement lié à la campagne visant à faire adopter le fleurdelisé comme drapeau national des Québécois.

Le Comité du drapeau de la SSJB de Montréal (dont fait partie Lionel Groulx) mène alors une campagne intensive, inondant les députés unionistes de lettres d'appuis en faveur du drapeau. Des associations, des commissions scolaires, des municipalités, des médias (comme Le Devoir et aussi L'Action catholique) ainsi qu'une pétition de plus de 60 000 signatures réclament son adoption. Finalement, le 21 janvier 1948, le fleurdelisé est adopté par le gouvernement. Ce geste hautement symbolique constitue alors, pour Lionel Groulx, « la plus solennelle affirmation du fait français au Canada ».

#### Histoire du Canada français depuis la découverte
Libéré de ses responsabilités en enseignement, Lionel Groulx songe à un grand projet : écrire une synthèse de l'histoire du Canada à partir de ses textes de cours, qu'il a enrichis depuis des années. Mis au courant de ce projet, la SSJB de Montréal propose alors au chanoine Groulx de réaliser cette synthèse en présentant des conférences publiques à la radio. Emballé par l'idée, Groulx commence alors à enregistrer ses conférences à la radio CKAC de Montréal. Ces cours radiodiffusés, une centaine, se donneront sur trois années, de 1949 à 1952.
Cette série de cours sera ensuite publiée sous le titre d'Histoire du Canada français depuis la découverte, en quatre volumes, parus de 1950 à novembre 1952. Cette synthèse historique vient ainsi combler un vide, car aucune synthèse ne traitait de l'ensemble de l'histoire du Québec depuis la découverte jusqu'aux années 1940 – la dernière étant celle de François-Xavier Garneau, rédigée au milieu du XIXe siècle. Pour ses travaux, Lionel Groulx reçoit le Prix Ludger-Duvernay en 1952.

#### Création de la Fondation Lionel-Groulx
En mai 1956, la Fondation Lionel-Groulx (FLG) est créée. Grâce à l'initiative de Jacques Genest (futur fondateur de l'Institut de recherches cliniques de Montréal), appuyée par le financement d'hommes d'affaires, la FLG rassemble les fonds nécessaires pour préserver l'héritage des œuvres du chanoine Groulx, mettre en valeur ses archives et ses publications, mais aussi soutenir l'IHAF, toujours en quête de financement.

### Ruptures

#### Rupture avec la jeunesse
L'après-guerre a fait émerger un nouveau monde. Les changements de plus en plus profonds, de plus en plus rapides, transforment les structures sociales. Au cours des années 1950, dans cette période jugée en surface comme conservatrice, un « bouillonnement rebelle » commence à se répandre dans la société québécoise. La jeunesse rejette plus que jamais les valeurs de ses aînés. Elle délaisse de plus en plus les traditions canadiennes-françaises, notamment la pratique de la religion catholique, au profit d'un style de vie plus moderne.
En ce début de Guerre froide, les idéologies à la mode chez la jeunesse intellectuelle s'ancrent dans l'extrême gauche. Le marxisme exerce un attrait puissant sur les esprits progressistes européens et nord-américains. La pensée de droite se voit disqualifier par son association au nazisme, tandis que se développe une certaine sympathie pour la pensée de gauche révolutionnaire. Au Québec, la gauche anticléricale devient plus virulente dans ses attaques. Le Refus global (publié en 1948) s'en prend particulièrement au poids du passé et du christianisme (« Fini l'assassinat massif du présent et du futur à coup redoublé du passé », proclame le manifeste).
Pour la jeunesse arrivant à la conscience après 1945, la conception du monde du chanoine Groulx semble dépassée. Son regard sur le Canada français, empreint d'admiration, trouvant dans le maintien des traditions et des coutumes une source d'inspiration et une promesse d'avenir rayonnant, tranche radicalement avec ces jeunes, influencés par le courant personnaliste d'Emmanuel Mounier et par l'existentialisme de Jean-Paul Sartre. L'écart entre les aspirations de la jeunesse et celles de la génération de Groulx finira par avoir raison de la popularité du chanoine et de son influence dans les débats de société.

#### Rupture avec les successeurs
Cet écart grandissant sur le plan des valeurs se manifeste également dans les rapports entre Groulx et ses anciens disciples Guy Frégault, Maurice Séguin et Michel Brunet.
Pour Groulx, le Canada français étant né de la Conquête, celle-ci avait été « voulue » par la Providence. Même si la Conquête avait été une catastrophe pour les Canadiens en les condamnant à un statut minoritaire au sein d'un pays où ils étaient majoritaires jusqu'au milieu du XIXe siècle, elle avait néanmoins constitué une réussite en permettant l'implantation d'une civilisation française en Amérique, à partir de laquelle la religion catholique pouvait rayonner sur le reste du continent. Sur le plan politique, l’histoire du Canada français lui apparaissait comme s'étant bâtie depuis la conquête « sur la ligne d'une évolution politique en constante ascension». Par la suite,  «en 1842 d'abord, puis définitivement en 1848, (…) par la ténacité du Canadien français Louis-Hippolyte LaFontaine, habile manœuvrier autant qu'homme d'État, la province du Canada gagne son autonomie ».
Cette conception de l'histoire et du projet national des Canadiens français était rejetée par ses successeurs : les intellectuels néonationalistes de l'École de Montréal. Pour ces derniers, dès la conquête, « un monde anglais s'est refermé sur les Canadiens (français), sans pourtant qu'ils se fondent en lui, car il s'est créé contre eux et il se développe sans eux. » À la différence de Groulx, ils ne pensaient pas que la nation canadienne-française ait gagné son autonomie sous l’union législative. Elle a plutôt été annexée politiquement. En fait, elle a « été organiquement atteinte et diminuée dès 1760-1763 politiquement, économiquement et culturellement;  (…) en 1840 et 1867, cette triple infériorité a été consacrée, consolidée; (…) fondamentalement, rien n'a changé depuis. »  
Pour ces historiens, les trois principaux mythes entretenus par les élites traditionnelles du Canada français – le culte de l'agriculture, la vocation missionnaire et la méfiance à l'égard de l'État – constituaient l’illustration manifeste des effets que cette «triple infériorité » a pu exercer sur la représentation que les Canadiens français se faisaient d’eux-mêmes. 
C’est pourquoi, pour les historiens de l’École de Montréal, « la libération, la recherche de l'indépendance (…) demeurent des objectifs théoriquement toujours nécessaires » pour mettre fin à l'annexion politique.

#### Rupture avec la société
Le 7 septembre 1959, Maurice Duplessis meurt en fonction. Le ministre Paul Sauvé lui succède. Toutefois, il meurt subitement le 2 janvier 1960, à l'âge de 52 ans, et Antonio Barrette devient à son tour premier ministre et chef de l'Union nationale. Le Parti libéral, alors dirigé par Jean Lesage, se retrouve devant la possibilité d'être élu. Finalement, le 22 juin 1960, c'est le Parti libéral qui prend le pouvoir à Québec, renvoyant dans l'opposition l'Union nationale (qui avait régné sur le Québec sans partage pendant plus de seize ans).
La victoire du Parti libéral et de l'« équipe du tonnerre » de Jean Lesage marque un tournant majeur dans l'histoire du Québec. Toutefois, pour un homme comme Lionel Groulx, le monde qui s'annonce avec l'arrivée au pouvoir de ce nouveau gouvernement l'inquiète profondément. Il est surtout préoccupé par la volonté d'une certaine jeunesse de faire table rase du passé et de se comporter comme si tout commençait désormais avec elle.
Malgré son bonheur de voir un gouvernement défendre enfin avec sincérité les idées qu'il défendait depuis plus de quarante ans, cherchant à trouver des pistes de solution dans cette époque qui le désoriente, Lionel Groulx publie l'essai Chemins de l'avenir (1964). Si la volonté de faire table rase avec l'ancien monde le laisse sceptique, Lionel Groulx salue néanmoins les efforts de Jean Lesage, Georges-Émile Lapalme et René Lévesque.

#### Mort et funérailles
Fatigué et malade dans les dernières années de sa vie, Lionel Groulx ne s'abandonne pas cependant à la résignation. Continuant à écrire jusqu'à la toute fin ses volumineux tomes que seront ses Mémoires, il meurt à Vaudreuil le 23 mai 1967, à l'âge de 89 ans. Il a droit à des obsèques nationales, décrétées par le gouvernement de Daniel Johnson. Lionel Groulx est le seul historien à avoir reçu un tel hommage au Québec.

## Héritage
Les deux principaux aspects de l'héritage de Lionel Groulx sont la professionnalisation de la discipline historique au Québec et la mise en récit de l'histoire comme instrument d'émancipation de la nation canadienne-française.

### L'histoire comme discipline professionnelle
La part la plus importante de l'héritage de Lionel Groulx est sans contredit la création d'institutions ayant permis de professionnaliser la discipline historique au Québec. Créé en 1946, l'« Institut d'histoire et de géographie » (département d'histoire) de la Faculté des Lettres de l'Université de Montréal se donne « pour but d'orienter les élèves vers les recherches historiques scientifiques », consacrées non pas à la vulgarisation mais aux travaux d'érudition historique. Les séminaires de cet Institut offrent une large part de son programme à l'histoire du Canada, notamment l'histoire économique, et mettant l'accent sur l'approche scientifique et la méthodologie historique. Tout en offrant également des cours sur l'histoire ancienne, celle du Moyen Âge, et l'histoire générale contemporaine (avec une large part offerte à l'histoire des pays de l'Amérique latine, des États-Unis et de l'Angleterre), la création de ce département permet à l'Université de se doter d'un centre d'archives comprenant des documents, des photocopies, des films et des microfilms sur l'histoire du Canada. La fondation de cet Institut entraîne la création, en 1947, d'un deuxième Institut d'histoire à l'Université Laval. Cet événement sera à l'origine d'une formation de deux écoles de pensée historiques : celle de Québec et celle de Montréal.
L'Institut d'histoire de l'Université de Montréal se distingue de l'Institut d'histoire de l'Amérique française (IHAF). Fondée en 1946, l'IHAF est une société savante d'historiens s'intéressant à l'histoire de l'Amérique française, des débuts de la Nouvelle-France jusqu'à l'époque contemporaine. Publié depuis 1947, l'organe de l'IHAF, la Revue d'histoire de l'Amérique française (RHAF), rend compte des débats et des découvertes de ses membres.

### L'histoire: un instrument d'émancipation nationale
Lionel Groulx se réclame d'un nationalisme traditionaliste, non pas dans le but de « vivre à l'ancienne, à la manière des Amish, mais de renouer avec les origines nationales, raviver la transmission d'une culture distincte en Amérique, laquelle contribue à la diversité de l'humanité […] une de ses plus grandes richesses ». Celui-ci sort du cadre de référence traditionnel de la société canadienne-française, reposant sur une simple opposition partisane entre bleus (conservateurs) et rouges (libéraux). Redoutant la conquête économique (libéralisme économique) et culturelle (urbanisation, influence de la culture américaine) des Canadiens français, il souhaite qu'il y ait un État qui soit au service de la nation canadienne-française.
Par ses travaux, le prêtre-historien a introduit la notion économique dans le nationalisme canadien-français. Réfléchissant à partir d'une conception organique de la nation canadienne-française, cette nation était vue par Groulx comme un rameau de la France du Grand Siècle de Louis XIV, la « fille aînée de l'Église ». Pour lui, la nation canadienne-française avait en son cœur même l'héritage du christianisme.
Bien que le néonationalisme québécois a été le résultat d'une rupture avec le nationalisme traditionnel canadien-français, le travail d'historien de Lionel Groulx a permis de remettre en question plusieurs idées reçues sur l'histoire du Québec, dominant les mentalités jusqu'au début du XXe siècle. Deux de ces idées sur des événements clés de l'histoire méritent particulièrement d'être soulignées.

#### La Conquête de 1760
La naissance d'une race (1919) offre une étude fouillée sur l'apparition du peuple canadien-français. Contredisant les préjugés de son époque – que les Canadiens français ne créeraient aucune haute culture propre, et ne parleraient pas un français digne de ce nom, seulement un patois, leur déniant ainsi le prestige que conserve la culture française dans le monde occidental, anglo-saxon y compris –, Lionel Groulx met l'accent sur des témoignages européens de l'époque montrant les Canadiens « comme très bien portants, avec leurs qualités et leurs défauts, comme un peuple heureux ». Son travail présente la fondation d'une colonie viable au Canada comme une réussite contrastant avec l'échec de la lutte pour le contrôle du continent américain.
Dans Lendemains de conquête (1920), Lionel Groulx s'attaque au mythe de la Conquête providentielle. Selon ce récit transmis par des historiens de sensibilité loyaliste depuis la fin du 18e siècle, la Conquête de « 1760, bien que douloureu[se], demeure une œuvre divine qui a eu le mérite de mettre les Canadiens à l'abri des excès d'impiété de la Révolution française et du despotisme de la monarchie absolue ». Pour Groulx, même si la Conquête a été voulue par Dieu, elle n'en a pas moins été une catastrophe pour les Canadiens français : une blessure frappant la jeune nation « en plein cœur, dans la période critique de la première croissance », entraînant le démantèlement de la Nouvelle-France et sa subordination à une élite étrangère qui occupa tous les postes de décision politiques et économiques. S'inscrivant dans la suite de François-Xavier Garneau, l'historien se distingue en montrant sous un autre jour les conséquences de la Conquête. Selon lui, celle-ci ne fut pas le simple résultat de la méchanceté des Britanniques, mais de décisions iniques (comme la destruction des villages par Wolfe, la déportation des Acadiens) et néfastes (l'annulation de la dette de la France, ruinant les particuliers et les institutions, les abus de la clique de l'intendant Bigot), amenant des conséquences structurelles (l'exclusion des élites canadiennes de la participation au pouvoir et à l'économie) et globales pour la société (la fermeture des écoles et du plus important collège de la colonie, celui des Jésuites).
Dans Vers l'émancipation (1921), Groulx étudie à fond l'Acte de Québec. Contredisant une légende dorée (entretenue notamment par l'historien Thomas Chapais) voulant que l'Empire britannique avait abandonné sa politique d'assimilation et d'exclusion par pure générosité, il démontre plutôt que ce n'est que sous la menace d'invasion par les Treize Colonies que Londres a choisi de changer sa position adoptée en 1763.

#### Les Patriotes de 1837-1838
Jusque dans les années 1930, l'histoire nationale présentait les Rébellions comme le fait non pas d'un mouvement populaire mais d'une poignée d'extrémistes radicaux et anticléricaux, méprisant l'autorité et le droit. Pour Lionel Groulx, plutôt de condamner les Patriotes (suivant la posture traditionnelle loyaliste de l'Église), la responsabilité revenait plutôt au régime colonial britannique, dont le gouvernement colonial était totalement étranger au peuple qu'il gouvernait – celui du Bas-Canada – aggravant ainsi les problèmes. Voyant dans le régime colonial britannique une fausse démocratie imposée aux Canadiens français pendant des décennies, les privant de tout pouvoir réel, il voit dans les Rébellions une provocation du colonisateur plutôt qu'une faute des Patriotes.
À partir du centenaire de la Rébellion de 1837, Lionel Groulx tente de réhabiliter les Patriotes en inscrivant leurs actions dans une histoire longue, afin de rappeler que les Canadiens français ont toujours dû lutter pour obtenir leurs libertés au Canada. Ces efforts vont inspirer fortement les jeunes nationalistes des années 1930 comme les Jeunes-Canada (Dostaler O'Leary, André Laurendeau), ainsi que l'équipe du journal La Nation de Paul Bouchard, qui se réclameront de la tradition des Patriotes pour faire valoir leur projet d'indépendance du Québec,.

## Interprétation

### Évolution de sa pensée historique

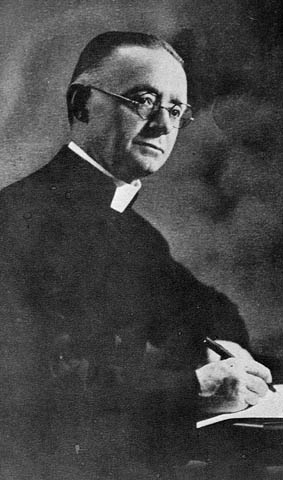
Lionel Groulx entre 1925 et 1935.

Historien et homme d’action, Groulx se considère comme « le disciple attentif » de son époque. Son engagement intellectuel s'inscrit dans un prolongement d'un passé – celui de la survivance canadienne-française – dans le but de dépasser celle-ci un jour. En rappelant les grandes figures d'hier, il « cherche à exhumer les aspirations originelles du peuple canadien-français et les lignes maîtresses de son passé ». L'histoire pour lui est une « [g]rande discipline morale » qui soutient la vie individuelle et donne une direction à la vie nationale, et qui « fournit, en somme, son meilleur aliment au sentiment national ».
Né en 1878, Groulx s'abreuve à des éléments et notions tantôt éternelles, tantôt devenues caduques, voire blâmables à nos yeux du début du XXIe siècle. Le sens commun de son époque, sur lequel il fonde ses repères, ses explications, ou, de manière plus fondamentale, les moteurs de l’action historique, apparaissent aujourd’hui bien différents des nôtres. Surtout, il est d’abord un prêtre. Dans la hiérarchie des moteurs de l’action historique qui structurent sa représentation d’ensemble des choses, la Providence arrive tout en haut comme cause première.
Cette métaphysique est particulièrement explicite dans l’interprétation qu’il nous livre de l’époque de la Nouvelle-France. Dès les années 1920, elle a pris forme en ses traits essentiels et ils ne varieront guère par la suite. Pour Groulx, l’apparition de la race canadienne-française a été « voulue » et « créée » par Dieu. La Providence aurait même choisi, avec un soin tout particulier, les premiers arrivants pour leurs bonnes mœurs et leur origine paysanne. Cette société s’est développée par elle-même, grâce à la famille et à la paroisse, institutions encadrées par le clergé. Le rôle que joue une métropole pour une colonie naissante n'est pas évoqué.
De manière plus fondamentale, cette représentation du passé fait de la Nouvelle-France le moment où les traditions du Canada français ont pris naissance. Selon la logique de Groulx, le plus ancien désigne le plus vrai; la suite du devenir apparaissant comme autant de risques de déviations par rapport à l'intention originelle. Cette posture permet d'expliquer, en partie, la méfiance du prêtre-historien envers la modernité incarnée par le « Moloch américain ». Cependant, son interprétation de la période anglaise est d’une autre encre. Si, selon Guy Frégault, la première colonne de son œuvre repose sur le catholicisme, la seconde repose sur le nationalisme.

### Influence
Lionel Groulx a été une influence marquante pour plusieurs personnalités des années 1920 aux années 1950. Parmi ses disciples, on peut compter l'économiste François-Albert Angers, l'auteur Jean Éthier-Blais, le journaliste et homme politique André Laurendeau, le scientifique Pierre Dansereau, le sociologue Fernand Dumont, ainsi que les historiens Guy Frégault, Maurice Séguin et Michel Brunet.

## Œuvre
Lionel Groulx est l'auteur d'une œuvre littéraire imposante comprenant des ouvrages d'histoire, des essais, des romans, des conférences, des cours, des mémoires et de nombreux articles publiés dans L'Action française, la Revue d'histoire de l'Amérique française et la presse écrite sous divers pseudonymes.
En guise de « divertissement », selon ses propres termes, Groulx a écrit deux romans, L'Appel de la race (1922) et Au Cap Blomidon (1932), publiés sous le pseudonyme d'Alonié de Lestres. Le premier de ces romans a suscité une vive polémique en raison du thème qu'il abordait (les mariages mixtes entre francophones et anglophones). Il est même l'objet d'une menace d'interdiction, entre 1922 et 1923, de la part des autorités religieuses, une opposition alimentée par les jésuites irlandais. Quelques années auparavant, en 1916, il avait fait paraître un recueil de contes paysans, Les Rapaillages. Groulx est aussi un épistolier très prolifique. Il a pratiqué, au cours de sa vie, plusieurs genres de littérature personnelle, du journal intime aux mémoires, en passant par le journal de voyage.
Le fonds d’archives Lionel Groulx (CLG1) est conservé au centre BAnQ Vieux-Montréal de Bibliothèque et Archives nationales du Québec.

### Critique et analyse de l'œuvre
Le caractère entier, engagé, volontaire de l'œuvre de Groulx a suscité, tant de son vivant que depuis sa mort, des commentaires parfois très engagés eux aussi. On a vu que son nationalisme avait souvent été taxé d'intolérant, de radical, d'anglophobe. Son attachement au passé a souvent été dénoncé comme un refus entêté de tout progrès. Depuis le début des années 1990, ses écrits ambigus et contradictoires par rapport aux Juifs ont suscité des polémiques au sein de la recherche et des milieux intellectuels en général.
Par exemple, David Rome et Jacques Langlais ont accusé Lionel Groulx d’être antisémite, en se cachant sous des pseudonymes. Esther Delisle a réalisé des études controversées sur la personne de Groulx et son époque. Toutefois, l'historien Pierre Trépanier, spécialiste de Groulx, a réfuté une partie des rapprochements entre la pensée de Charles Maurras et celle de Groulx soutenues par Delisle. L'historien Pierre Anctil, auteur de l'ouvrage Le Devoir, les Juifs et l'immigration au Québec : de Bourassa à Laurendeau, ainsi que les sociologues Nicole Gagnon (de l'Université Laval) et Gary Caldwell (de l'Université Bishop et spécialiste de l'histoire des juifs au Canada) se sont également montrés en désaccord avec la thèse de Delisle,. L'historien Charles-Philippe Courtois, dans sa thèse Trois mouvements intellectuels québécois: l'Action française, La Relève et La Nation (UQAM, 2008), analyse ce qui peut rapprocher l'Action française de Maurras et celle de Groulx mais aussi leurs importantes divergences idéologiques et politiques.
Gérard Bouchard, dans Les deux chanoines et Michel Bock dans Quand la nation débordait les frontières ont apporté d'autres analyses. Bouchard a mis de l'avant la complexité et l'ambivalence dans la pensée de Groulx, notamment sur la question de l'indépendance du Québec. Pour Michel Bock, le chanoine ne peut être considéré comme le père des souverainistes québécois car sa conception du Canada français (incluant toutes les minorités francophones d'Amérique hors-Québec) s'inscrivait contre toute forme de « provincialisme ».
Dans Faire de l'histoire au Québec, l'historien Ronald Rudin rappelle le rôle de pionnier de Lionel Groulx dans le développement de la discipline historique au Québec, notamment en étant titulaire de la première chaire d'histoire du Canada et bâtisseur des fondations du futur département d'histoire de l'Université de Montréal dans les années 1930 et 1940, tout en se distanciant du volet idéologique de l'œuvre groulxienne.

## Hommages
Son nom est porté par divers établissements et lieux :
- Le Cégep Lionel-Groulx
- Les monts Groulx
- La station Lionel-Groulx du métro de Montréal
- Le théâtre Lionel-Groulx à Sainte-Thérèse
- Le pavillon Lionel-Groulx à l'Université de Montréal
- Le pavillon Lionel-Groulx à l'École secondaire de la Cité-des-Jeunes
- Les rues Lionel-Groulx à Montréal, Saint-Léonard, Saint-Augustin-de-Desmaures, Sainte-Julie et Boucherville
- La rue du Chanoine-Groulx à Vaudreuil-Dorion
- Le boulevard Lionel-Groulx à Sherbrooke

## Prix et distinctions
L'œuvre de Lionel Groulx a été décorée de plusieurs prix et distinctions :
- Médaille du lieutenant-gouverneur Chapleau, à l'élève qui a remporté les plus grands succès dans toutes les matières de sa classe, 1898
- Médaille du Gouverneur général, Lord Minto, décernée à l'élève finissant qui s'est distingué le plus par son application et ses succès pendant son cours d'étude, 1899
- Membre de la Société royale du Canada de 1918 à 1952
- Prix de l'Académie française, 1931
- Médaille Mallat de Basilan - Société de géographie commerciale de Paris, 1933
- Médaille de la Société historique de Montréal, au meilleur travail historique de 1932, 1933
- Médaille gravée à M. l'abbé Lionel Groulx, à l'occasion du IIIe centenaire des Trois-Rivières, 1634-1934, 1934
- Médaille Tyrell de la Société royale, 1948
- Médaille et Prix Duvernay de la Société Saint-Jean-Baptiste de Montréal, 1952
- Insigne de l'Ordre de la Fidélité française, 1953
- Prix Champlain, 1957
- Membre correspondant de l'Académie berrichonne de Bourges, 1960
- Médaille du Conseil des Arts du Canada « Artes et Ingenia Fovere » et bourse de 2 000 $, 1962[180]
- Prix du Grand jury des lettres, 1963
- Médaille Léo-Pariseau, 1963